# Fuerte Rinella
El fuerte Rinella (en maltés: Batterija ta' Rinella) es uno de los dos fuertes que protegían los accesos navales a los puertos de la capital de Malta junto al fuerte Cambridge, en las coordenadas 35°54′32″N 14°30′34″E / 35.90889, 14.50944, construido en Sliema. El Fuerte Rinella protegía la entrada al Gran Puerto de Malta. En estos puertos se encontraba la base naval de la Flota del Mediterráneo de la Armada británica, permitiendo, mediante su ubicación, cruzar sus fuegos sobre la bocana de ambos puertos.
Junto a estos dos fuertes se construyeron otros dos en Gibraltar; las obras de Malta son idénticas y diferentes a las de Gibraltar. El Fuerte Rinella posee uno de los dos ejemplares del mayor cañón de avancarga que existen, siendo el otro el de la batería de Napier de Magdala de Gibraltar.

## Historia
Tras la derrota naval italiana en la batalla de Lissa (1866), el Reino de Italia decide reconstruir su Regia Marina mediante la construcción de pocos buques, pero fuertemente armados, siendo botados el Caio Duilio y el Enrico Dandolo, buques equipados con cuatro piezas de avancarga de 450 mm de la casa Armstrong de fabricación británica, en torretas dobles.
Para proteger la estratégica y vital ruta del Imperio británico con la India a través del Canal de Suez se decide la construcción de dos baterías en Gibraltar y dos en Malta equipadas con los mismos cañones de los buques italianos y la construcción de un buque similar a los italianos, el Inflexible. Las dos baterías instaladas en Malta protegían la entrada al Gran Puerto y al puerto de Marsamxett
Estuvo en servicio en su función original hasta el año 1906 al ser declarado obsoleto el cañón, realizando su último disparo el 5 de mayo de 1905, siendo usado el fuerte para otros menesteres militares hasta el año 1965, cuando se entrega al Gobierno de Malta.
En los años 1930, ante la amenaza militar de Italia, la cercanía de la isla de Sicilia (situada a 90 km) y la invasión de Abisinia se reactiva el Fuerte, almacenando en sus sótanos explosivos y municiones. En la Segunda Guerra Mundial se usó como refugio para la población civil y como punto de observación para la defensa antiaérea. En el flanco izquierdo se pueden ver los daños causados por una bomba.
A inicios de los años 1950 las Fuerzas Armadas británicas introducen los misiles en función antiaérea y de defensa costera, ordenando el Malta Garrison HQ, Cuartel General de la Guarnición de Malta, desguazar las piezas de artillería. En ese momento el Fuerte estaba bajo las órdenes del Almirantazgo, por lo que la orden 
no tuvo efecto sobre Fuerte Rinella
Tras su entrega al gobierno maltés sirvió como escenario de varias películas y en el año 1991 es entregado a Fondazzjoni Wirt Artna - The Malta Heritage Trust

## Construcción

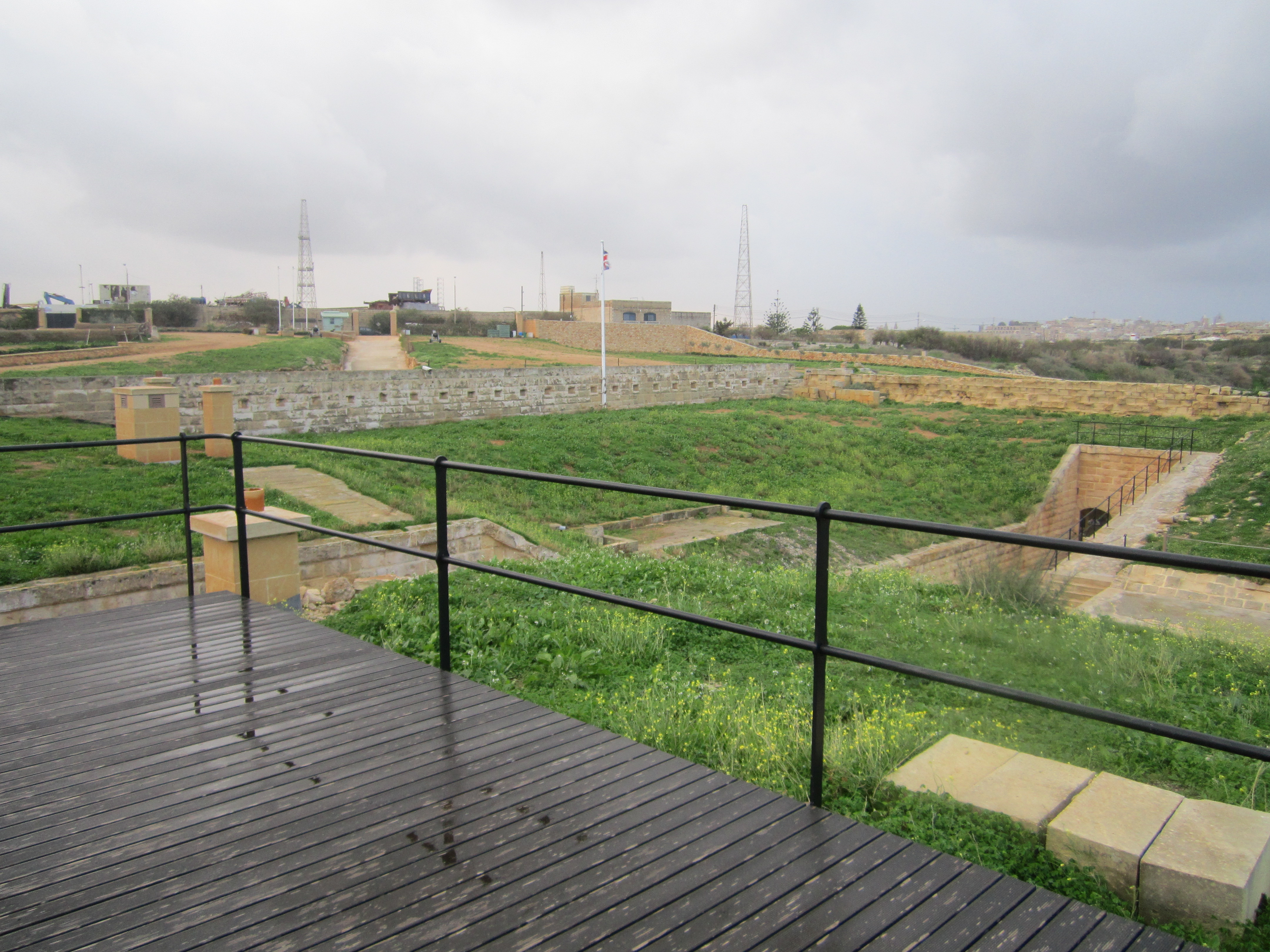
Vista del Fuerte desde la plataforma

Construido por los Ingenieros Reales, Royal Ingeneers británicos, entre los años 1878 y 1886, se construyó para albergar una pieza de avancarga de 450 mm, situada a barbeta , en un fuerte de forma pentagonal. La superficie construida es de 6.300 m².
El cañón, procedente de Gran Bretaña se trasladó desde el Gran Puerto a la bahía de Rinella, 35°53′36″N 14°31′38″E / 35.89333, 14.52722 y por tierra al interior del Fuerte.

### Estructura
Toda la estructura de la obra está enterrada a prueba de bombas, a excepción de la pieza de artillería, el parapeto de la misma y un patio. El Fuerte está rodeada por un foso seco, localizándose en la zona orientada al mar la pieza de artillería, situada a barbeta y en lado contrario las instalaciones para el alojamiento de la guarnición. El precio de la construcción fue de 15.045 libras esterlinas.
En el primer nivel inferior se localizan los alojamientos para la guarnición, cocina, comedores, almacenes, sala de máquinas, etc., todas estas salas están dotadas con cúpulas a prueba de bombas. Excavado y al mismo nivel, dispone de un patio para facilitar el acceso a los almacenes, sótanos, a la pieza o al nivel del suelo, en donde se encuentra el parapeto que protege el camino de acceso.
En el segundo nivel inferior se encuentra una sala para los proyectiles y otra para los cartuchos. Dos salas más, a izquierda y derecha de los anteriores,  servían para la manipulación de los proyectiles y las cargas, equipadas con dos vías para mover los proyectiles y los cartuchos por medio de carritos hacia el ascensor. Los proyectiles se movían desde el polvorín hacia los carritos por medio de un polipasto que se desplaza por un raíl suspendido del techo.

### Defensas
El Fuerte no dispone de otras armas para la defensa, a excepción del armamento portátil de los soldados alojados en él, guarnición más tropas de refuerzo.

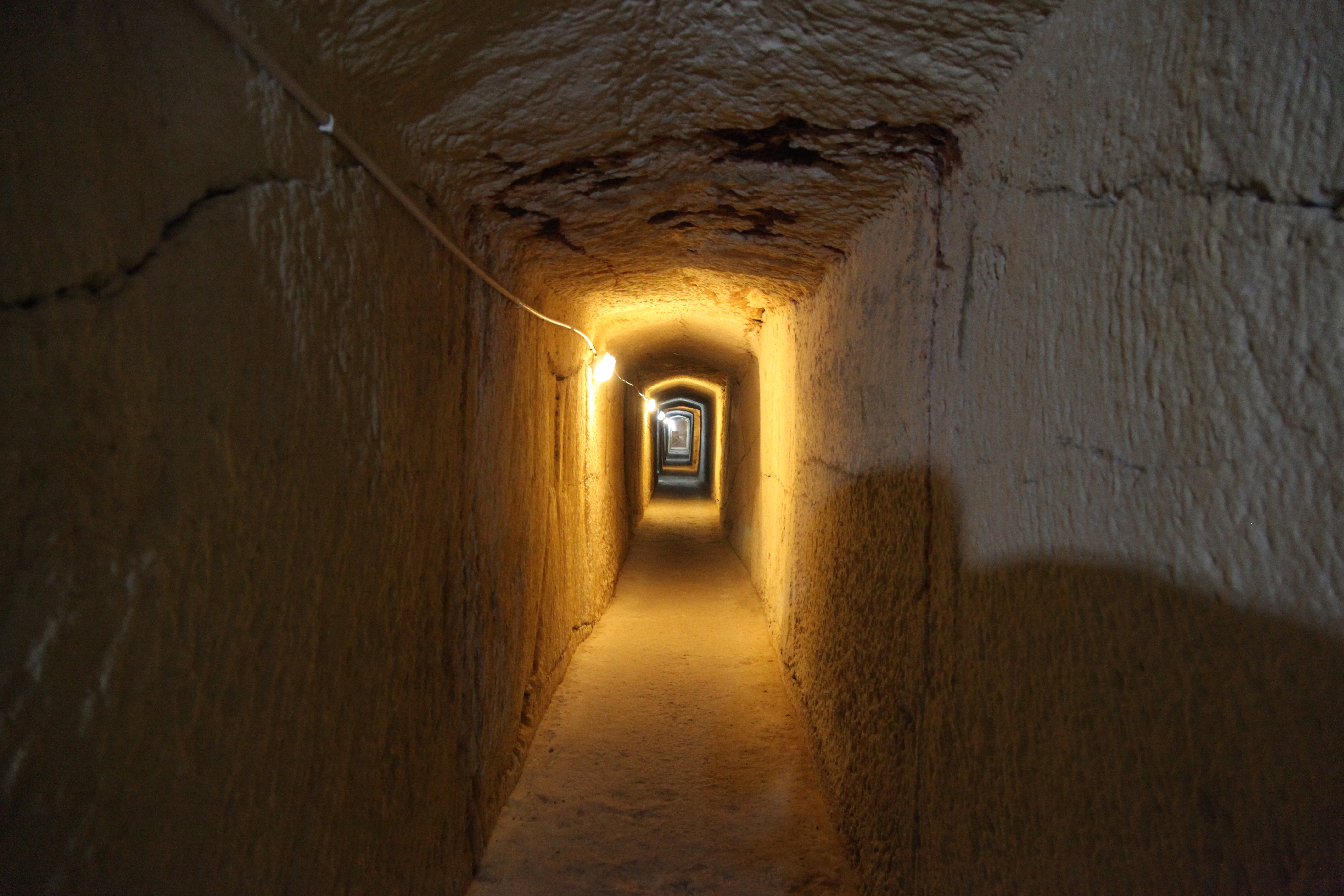
Túnel de acceso a las caponeras.
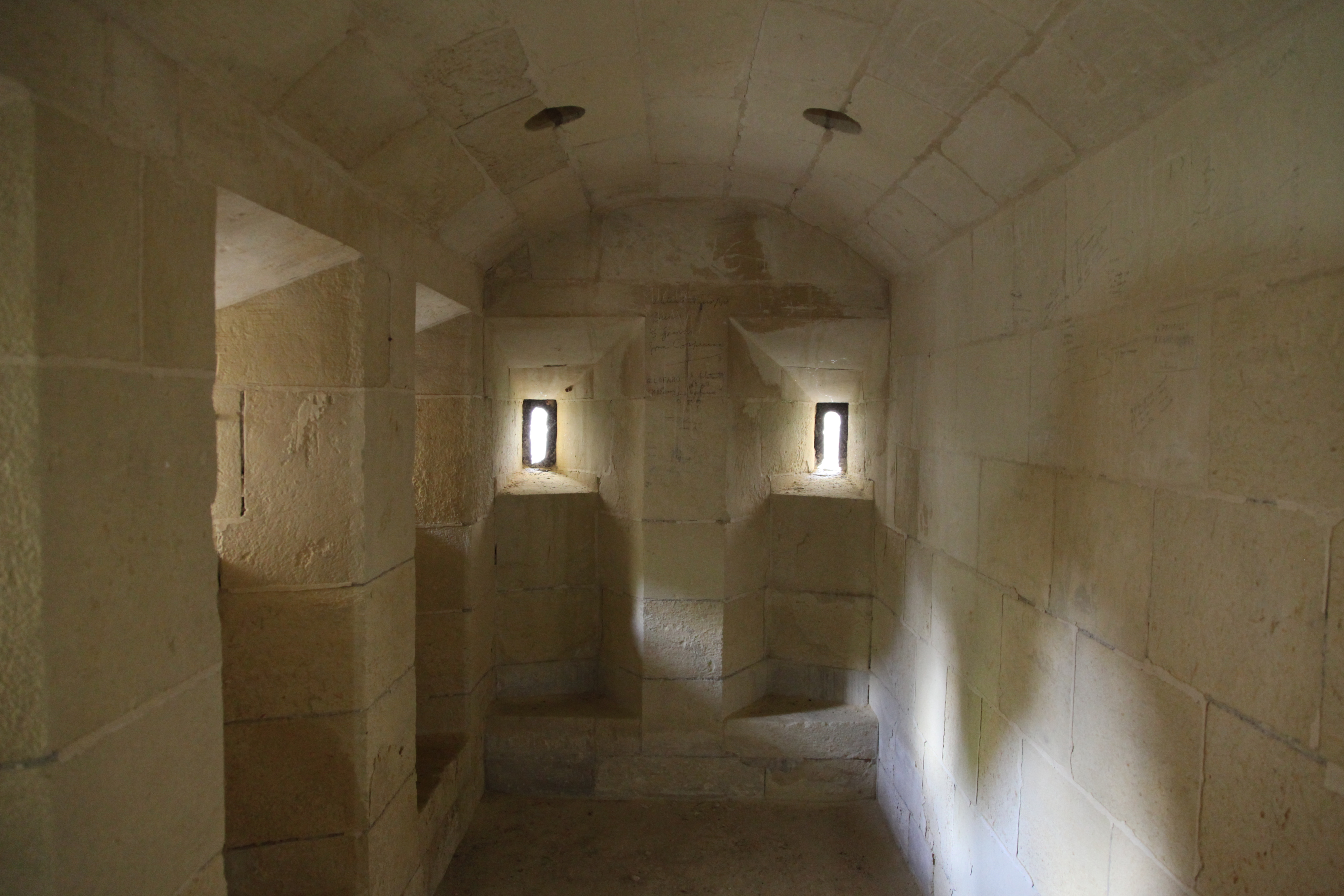
Interior de una
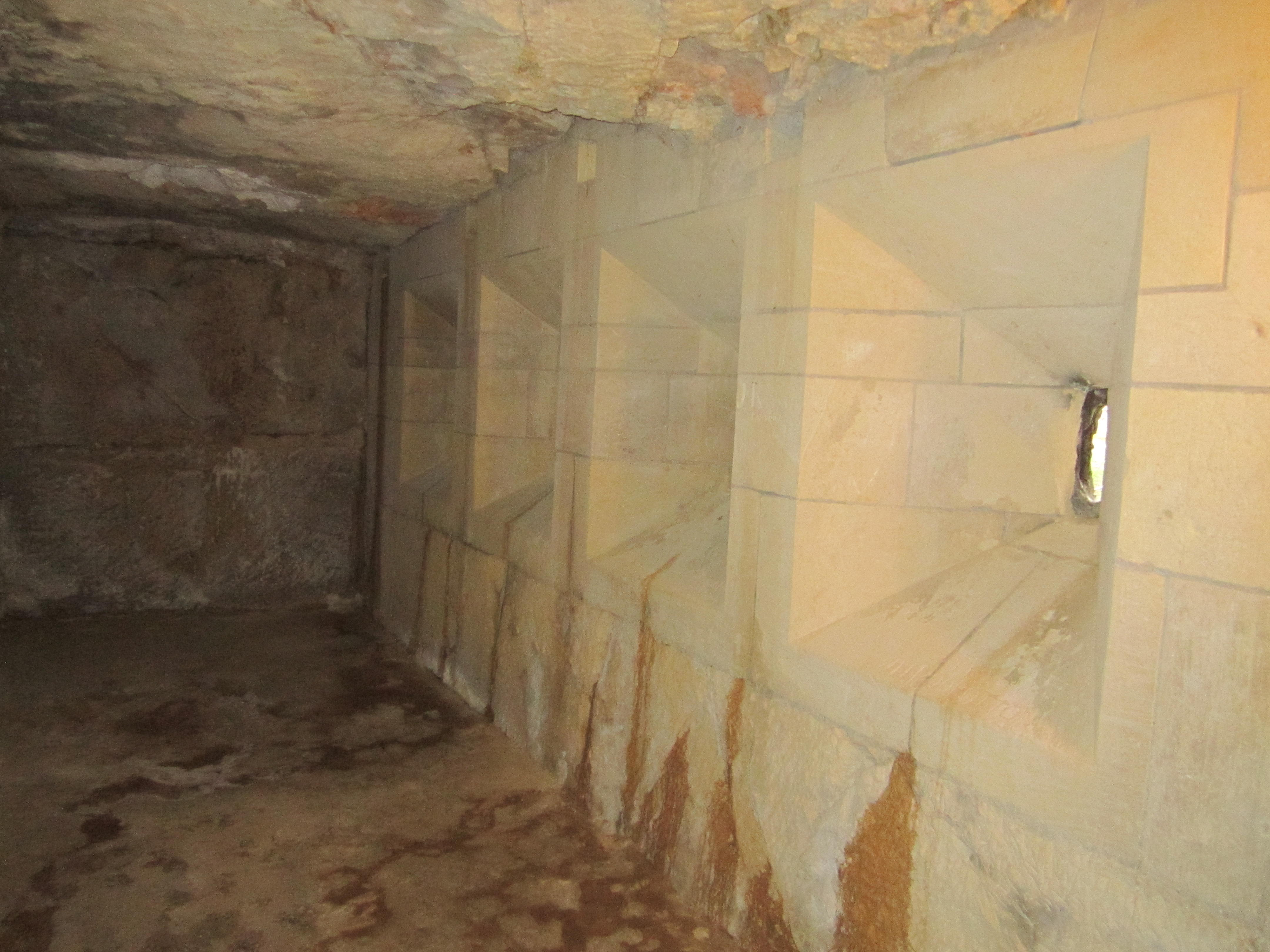
Interior de la galería que protege la contraescarpa.

En el foso, en la zona orientada hacia el mar, hay tres caponeras y una galería para proteger la contraescarpa en la zona del foso orientada hacia tierra firme.
Protegiendo el camino de acceso, a nivel del suelo, hay un parapeto con aspilleras, las ventanas de los dormitorios están equipadas con contraventanas metálicas con aspilleras, al igual que la puerta de acceso y el puente que salva el foso es retráctil, alojándose en el interior del Fuerte.

### Dependencias

#### Nivel del suelo

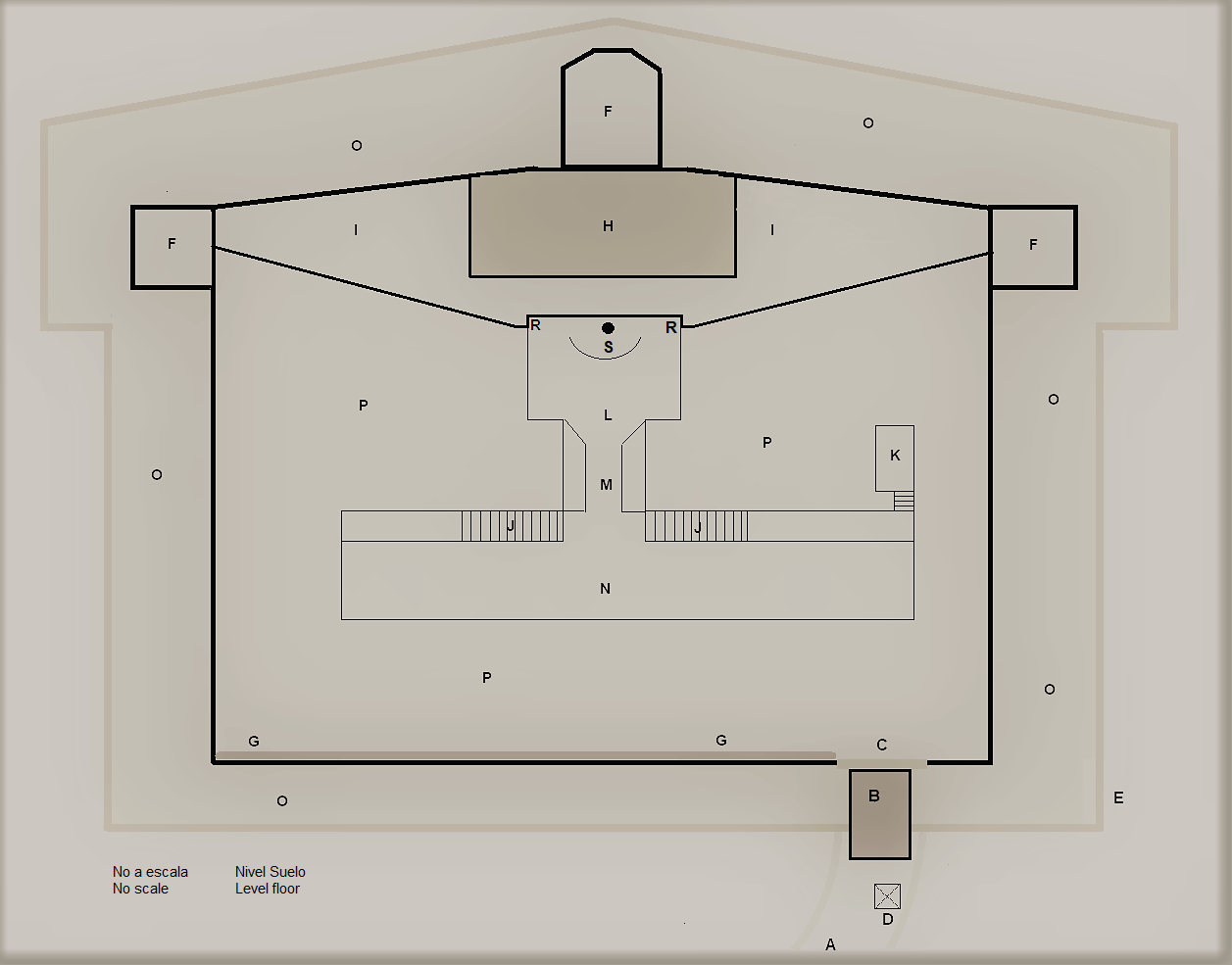
Primer nivel del Fuerte

El tejado, P, estaba construido a prueba de bombas, disponiendo de un parapeto, G, equipado con aspilleras, orientado hacia tierra protegiendo el camino de acceso al Fuerte, A. El único acceso, C, se realizaba a través de un puente móvil, B, tras traspasar por una garita, D. El puente está colocado sobre un foso seco, O que rodea todo el fuerte.
La pieza se coloca a barbeta en la explanada, L, permitiendo un ángulo transversal de 180°, encontrándose a ambos lados dos torretas blindadas, R, que permiten la carga de ésta. El parapeto, I, orientado hacia el mar, tiene un ángulo descendente para disipar el humo del disparo, estando cubierto de hierba, H, o de piedra, I, en la zona donde hay almacenes subterráneos. A la pieza se accede por una rampa, M, desde un patio, N, que comunica varias dependencias de la batería.

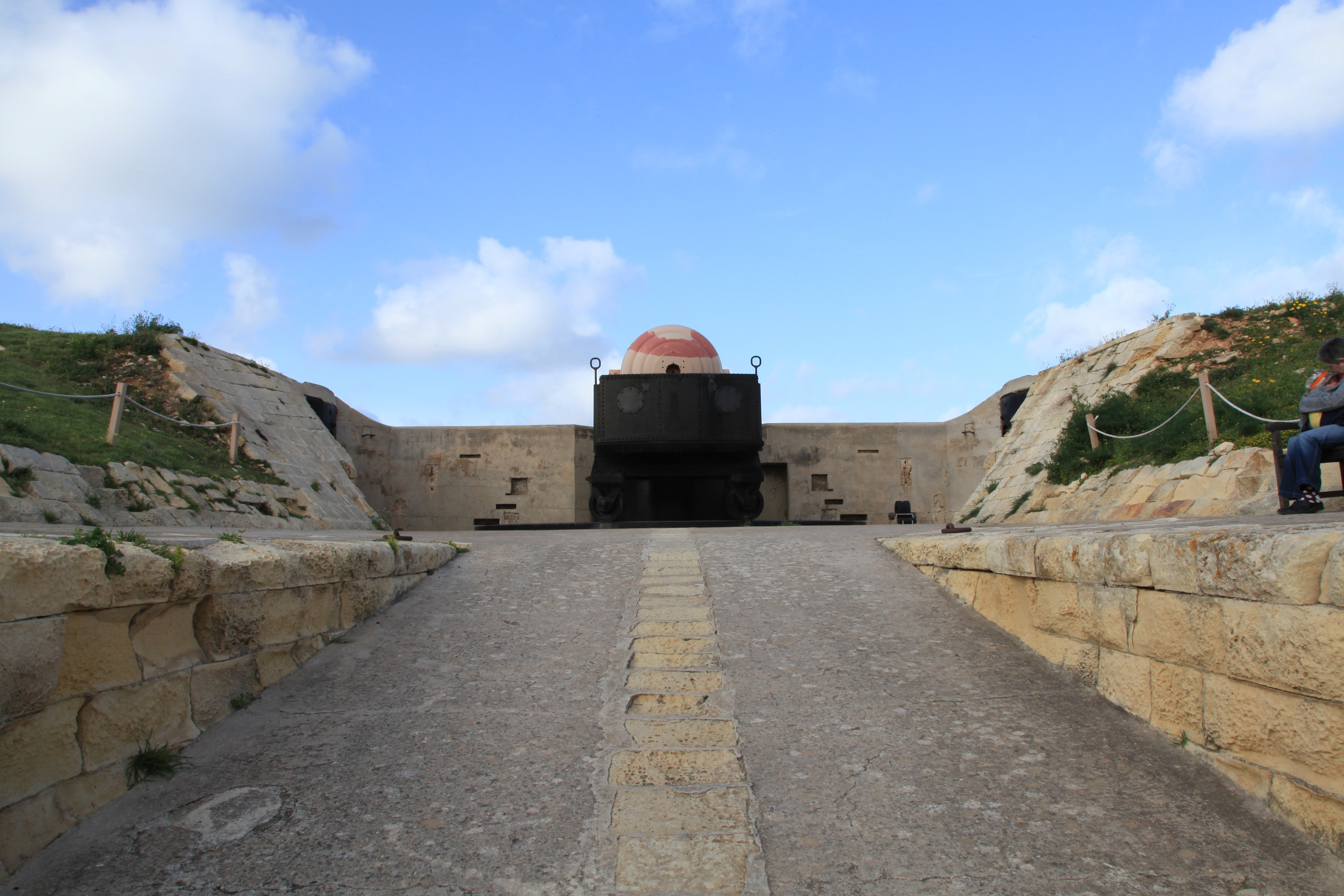
Rampa de acceso a la plataforma de tiro.
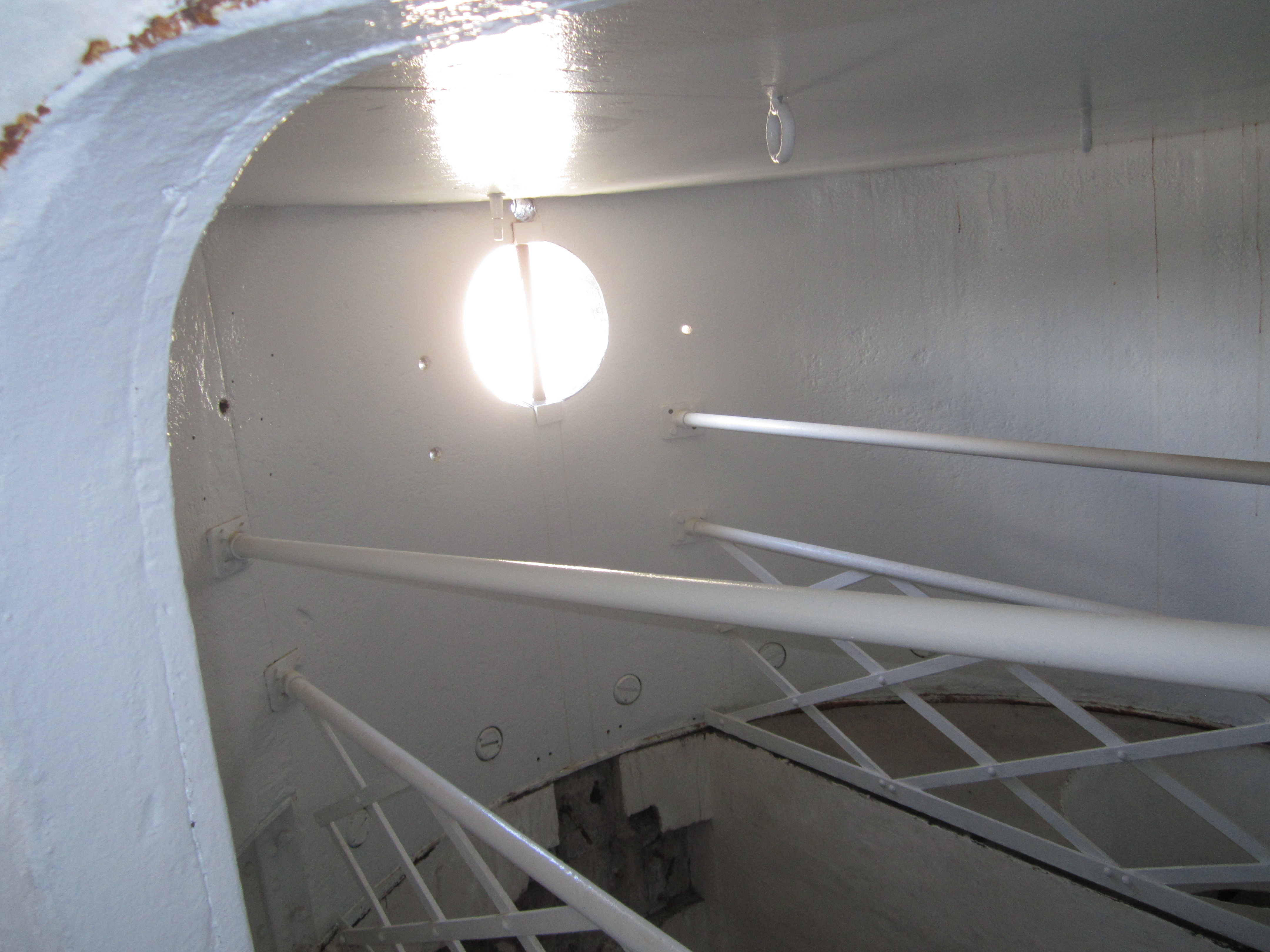
Interior de una de las torretas con el hueco para la plataforma elevadora.
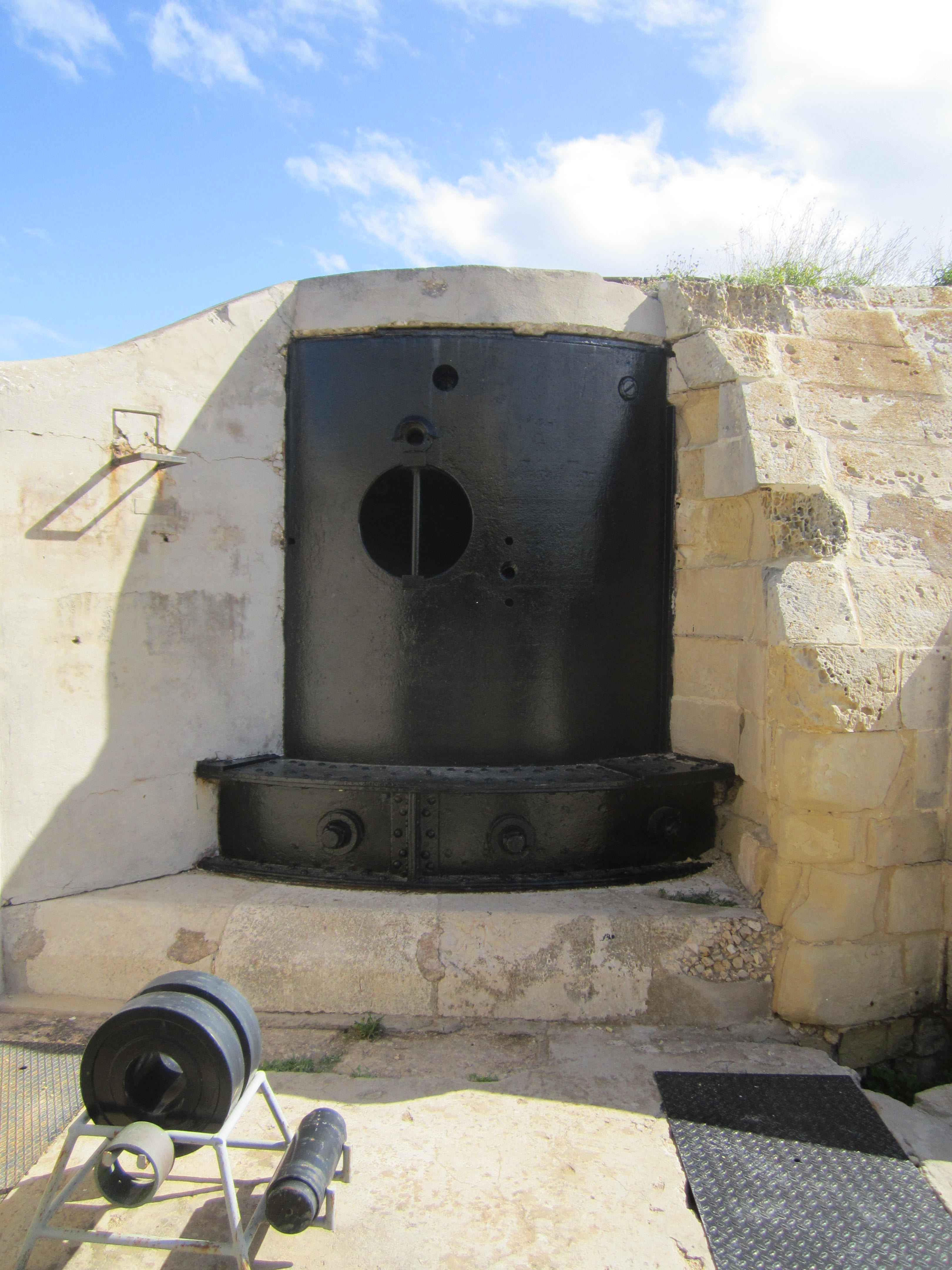
Torreta de carga del cañón.
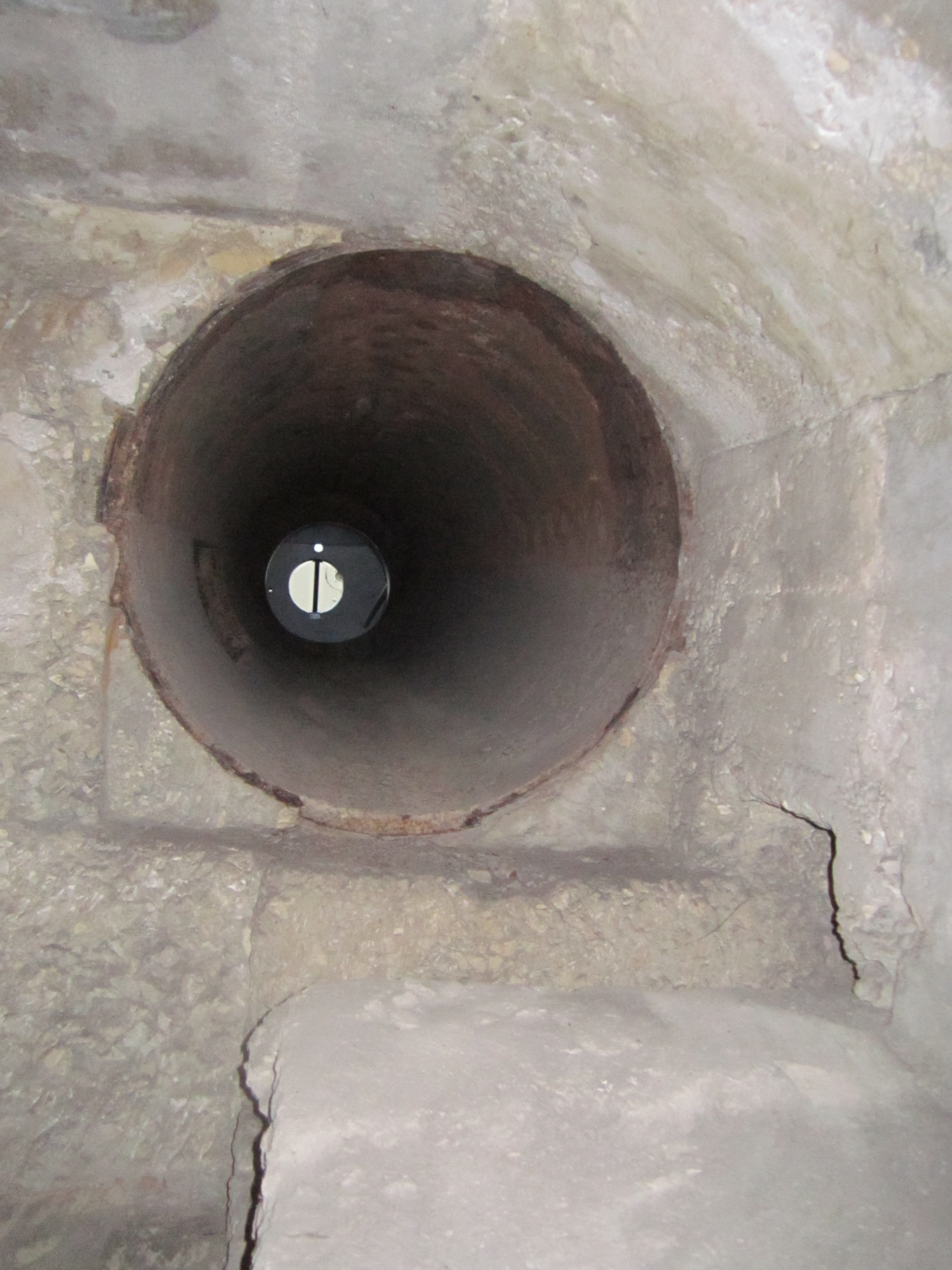
Hueco por donde se desliza el atacador hacia la torreta de carga.
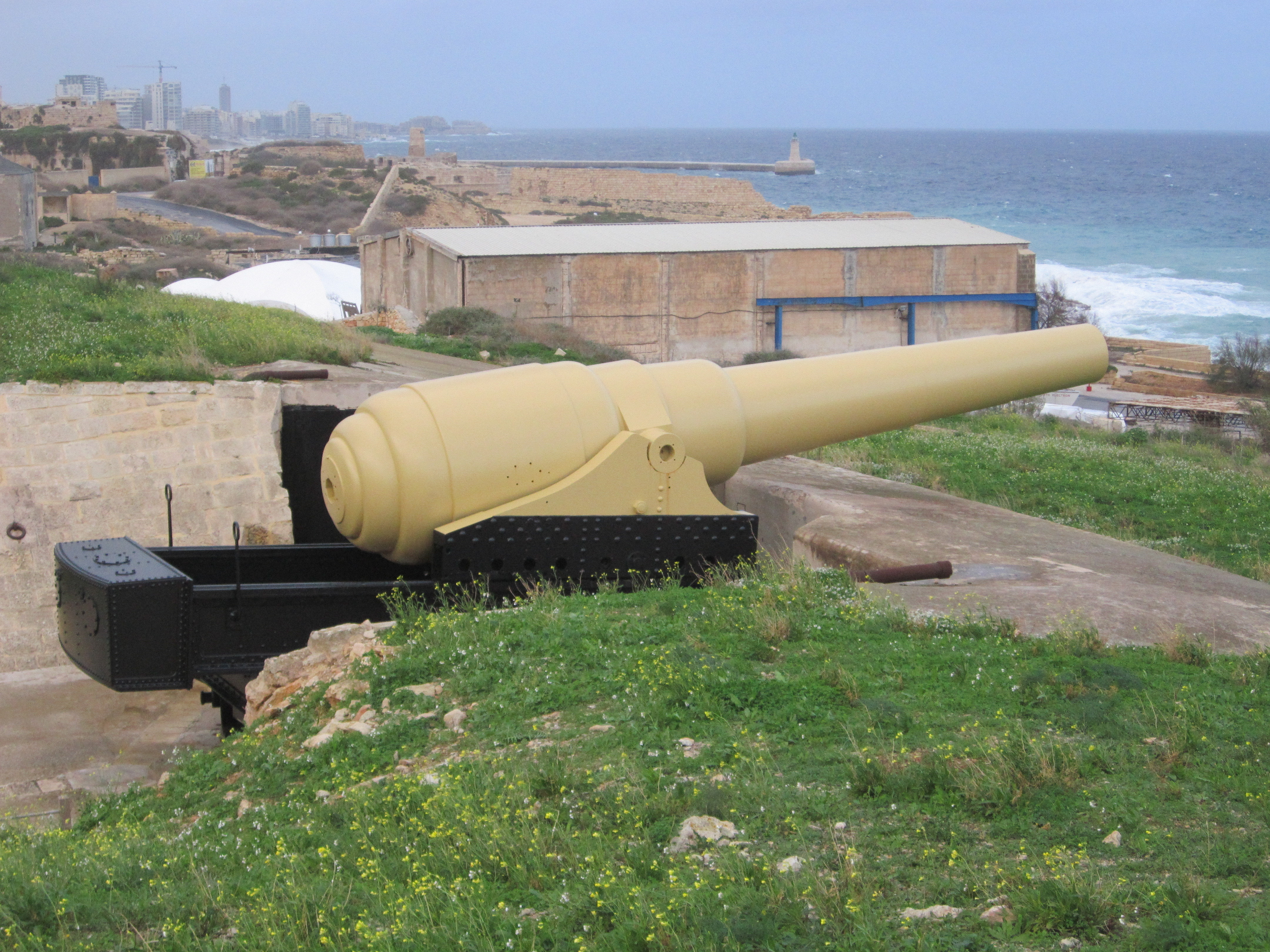
Vista parcial del parapeto con su inclinación.

Al tejado y a la plataforma, K, se realiza mediante unas escaleras, J.Esta explanada se usa actualmente como mirador y punto de información, antiguamente existían dos plataformas a izquierda y derecha de la rampa M interconectadas con el parapeto, actualmente toda esa zona está cubierta de tierra y vegetación, obra realizada, quizás en la II Guerra Mundial para evitar su detección desde el aire.

#### Foso
La escarpa está construida de bloques de piedra y mortero, mientras que la contraescarpa se dejó tal y como quedó tras excavar el foso, disponiendo la zona del foso orientada hacia el mar, de tres caponeras con aspilleras, F y una galería para proteger la contraescarpa, E. La piedra usada para la construcción de la batería fue obtenida de la excavación del foso.

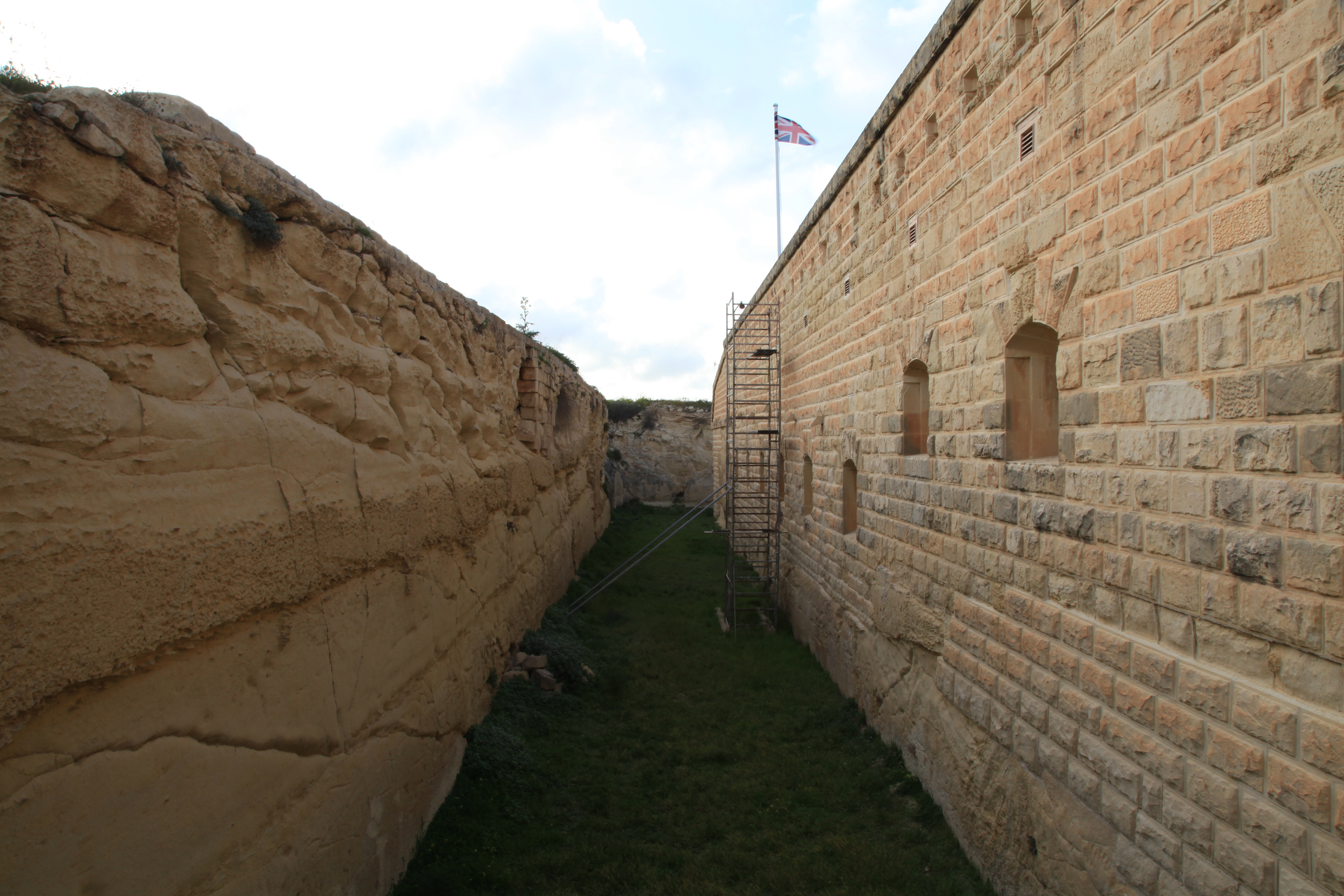
Zona del foso en la que se encuentran los dormitorios.
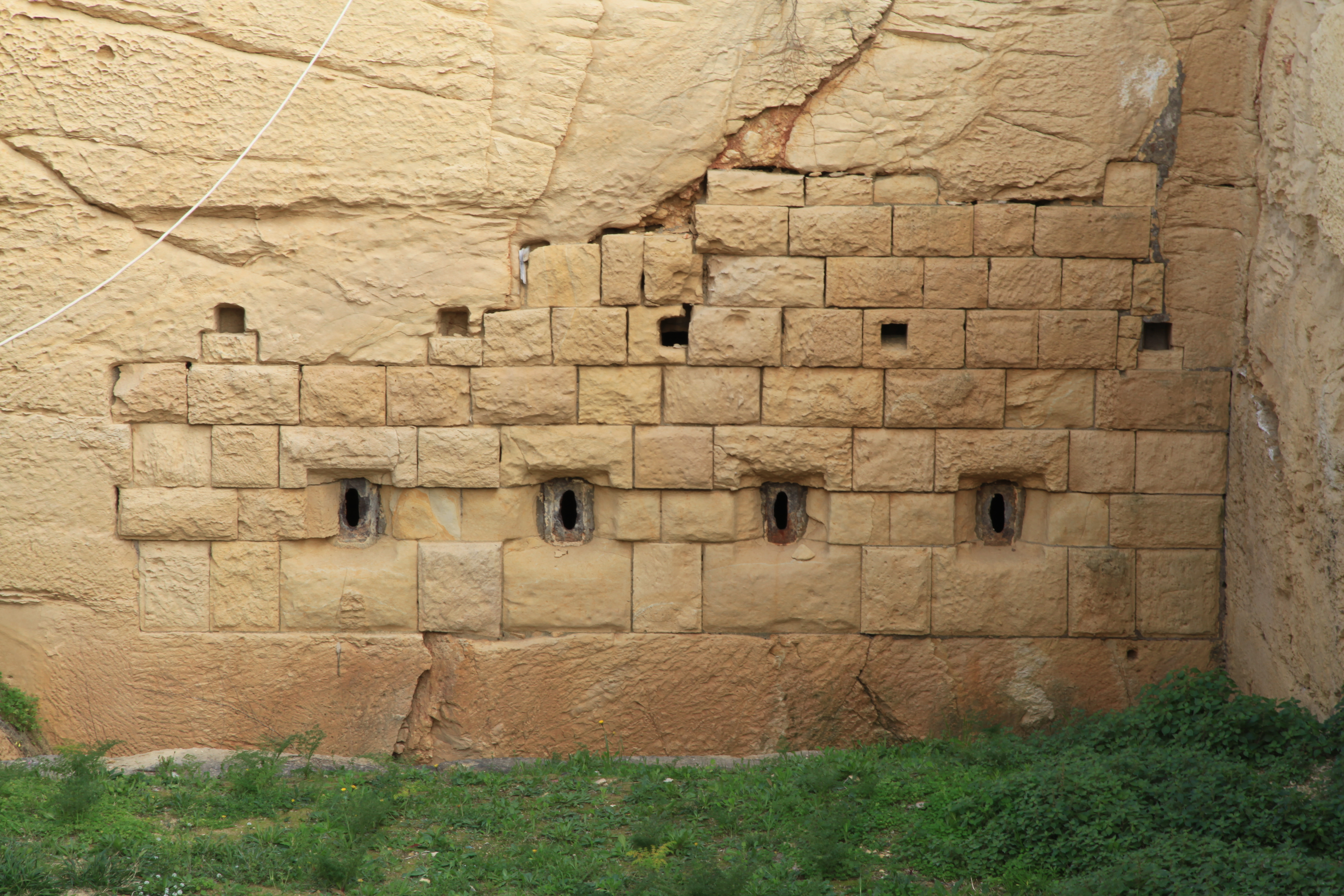
Contragalería desde el foso.

#### Primer nivel inferior

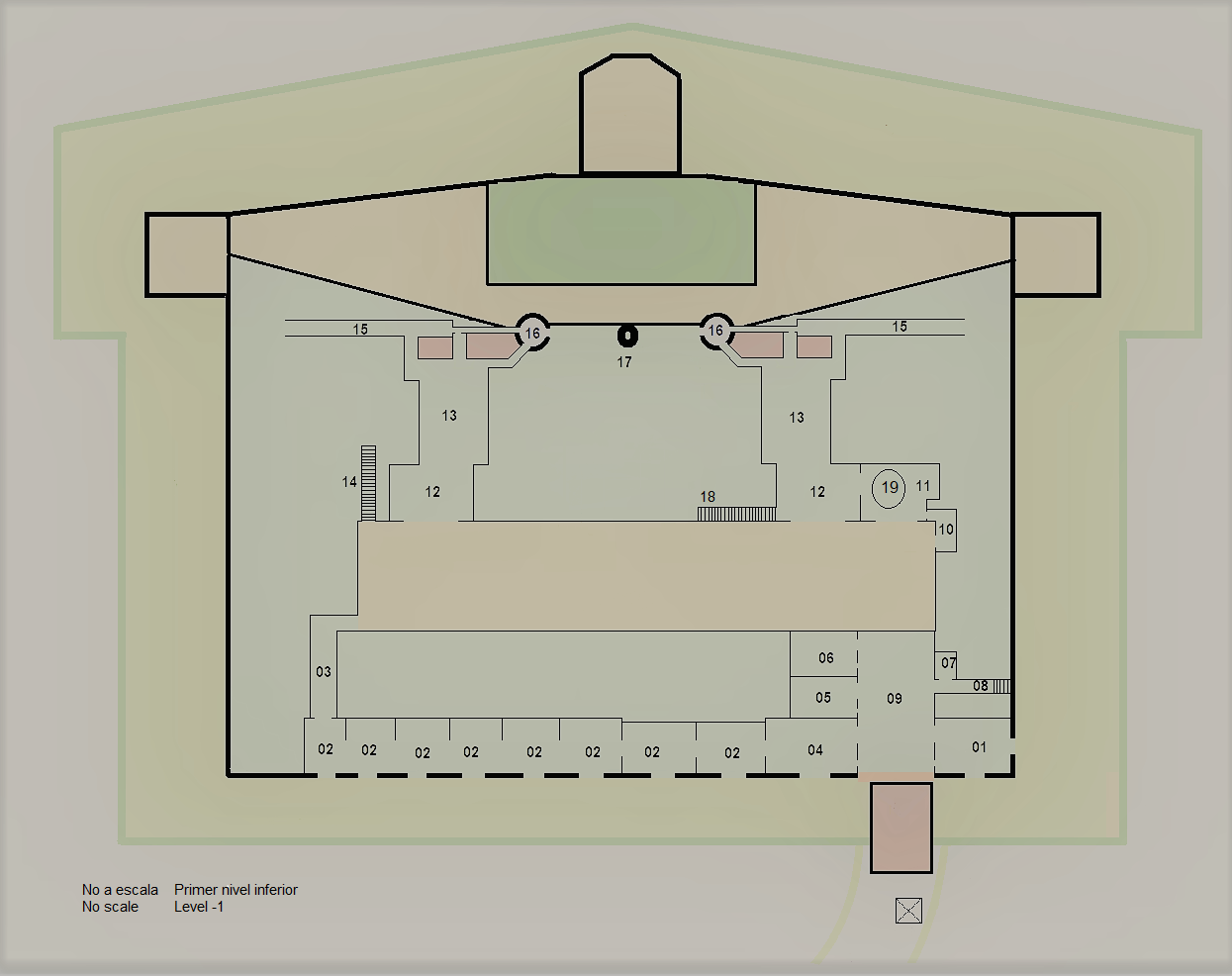
Primer nivel inferior, zona de vida y almacenes.

Traspasando el puente, se accede a un pasillo, 09, que comunica varias estancias: Cuerpo de Guardia, 01, escalones que dan acceso a la galería que protege la contraescarpa, 08, las letrinas, 07, la zona de aseo para la guarnición, 06 y la cocina del Fuerte, 05. El comedor, 04, inicialmente fue un dormitorio más, pero con las reformas del Ejército británico a primeros de los años 1890 se transformó a su estado actual. Está unido a la cocina mediante una ventana para la distribución de las raciones.

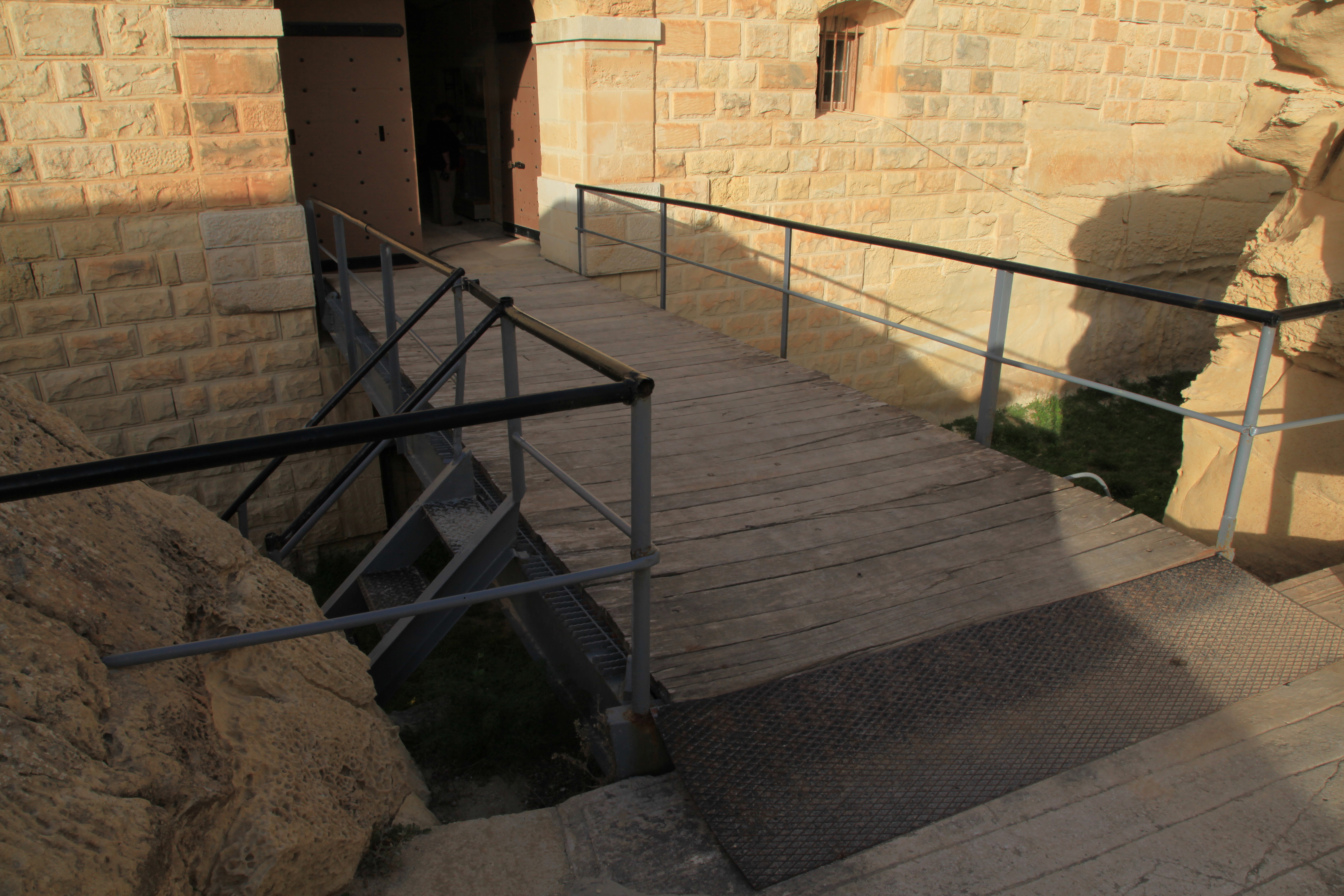
Puente de acceso.
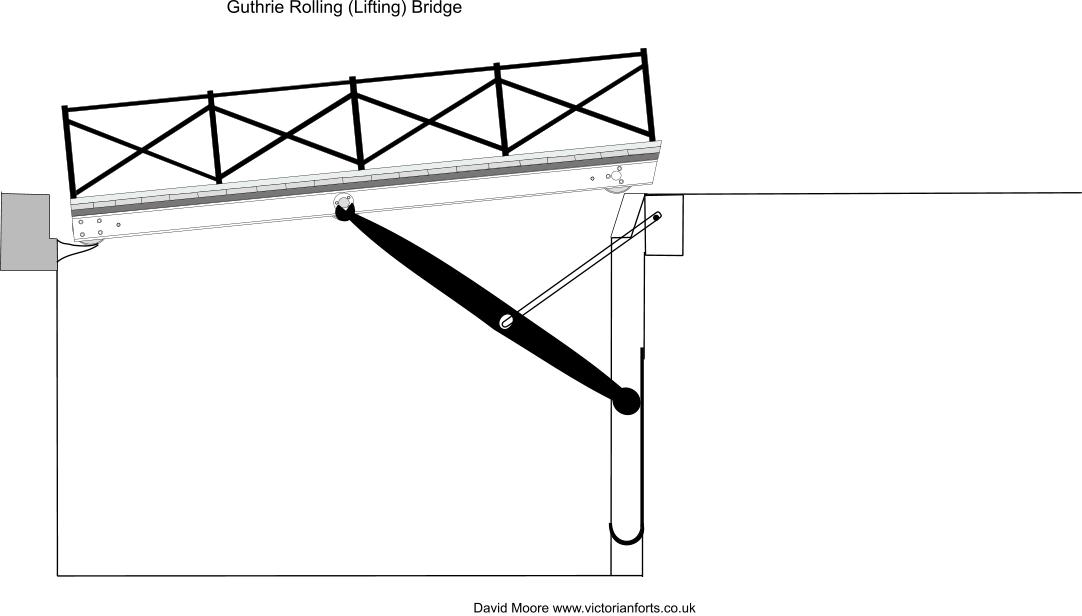
Esquema del puente Guthrie de entrada al Fuerte
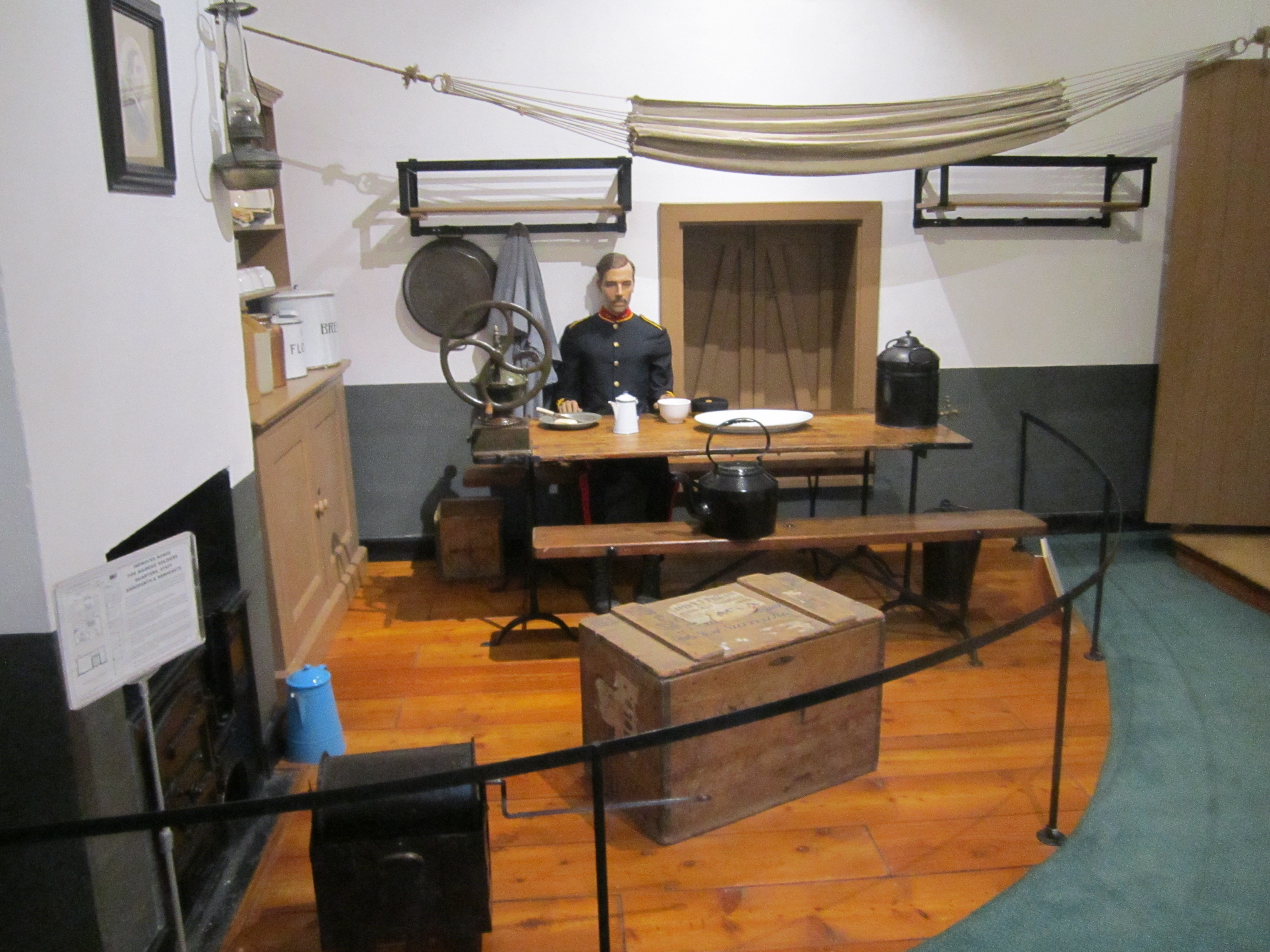
Comedor.
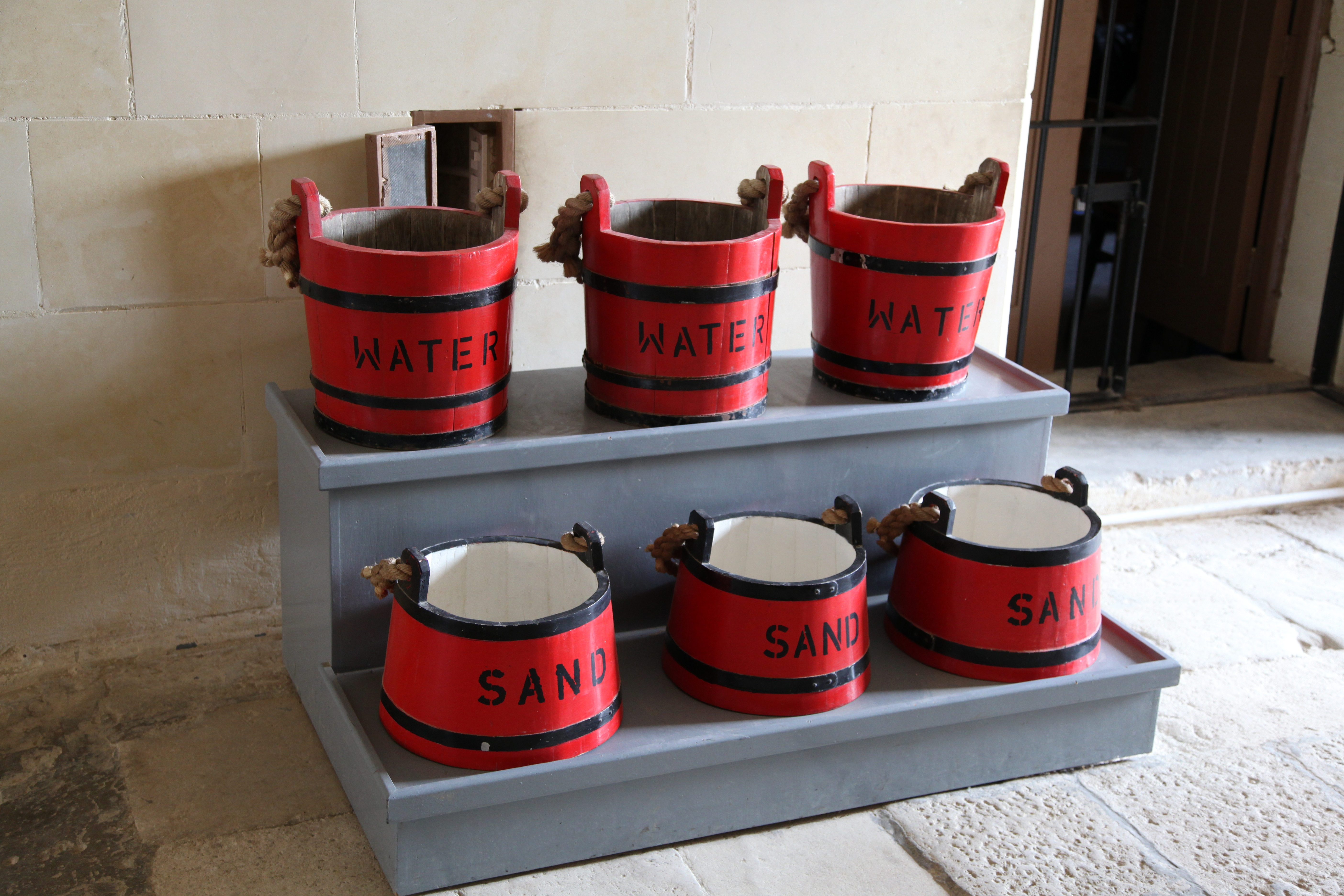
Pasillo.
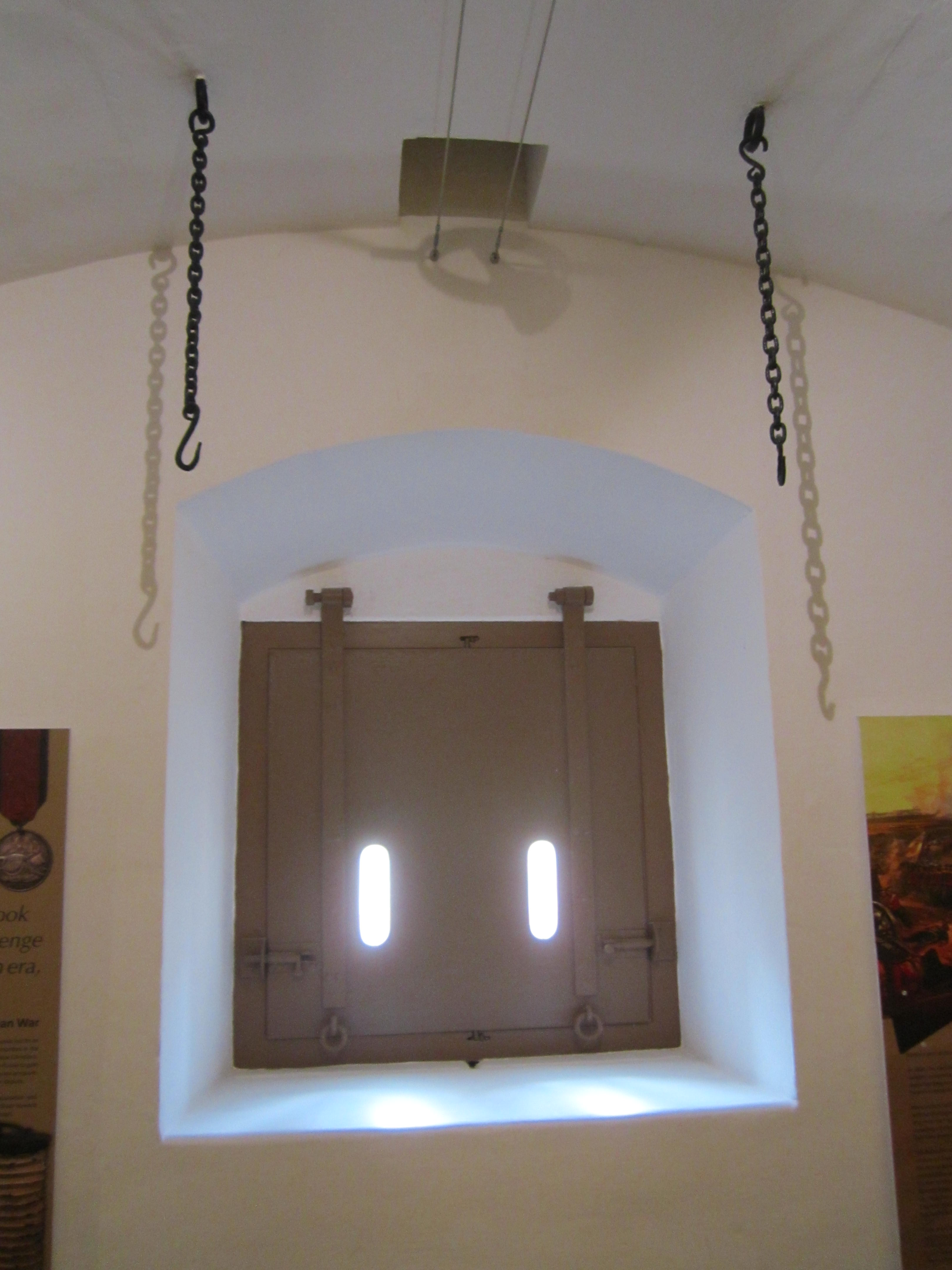
Contraventana con aspilleras y hueco para la eliminación de humos.
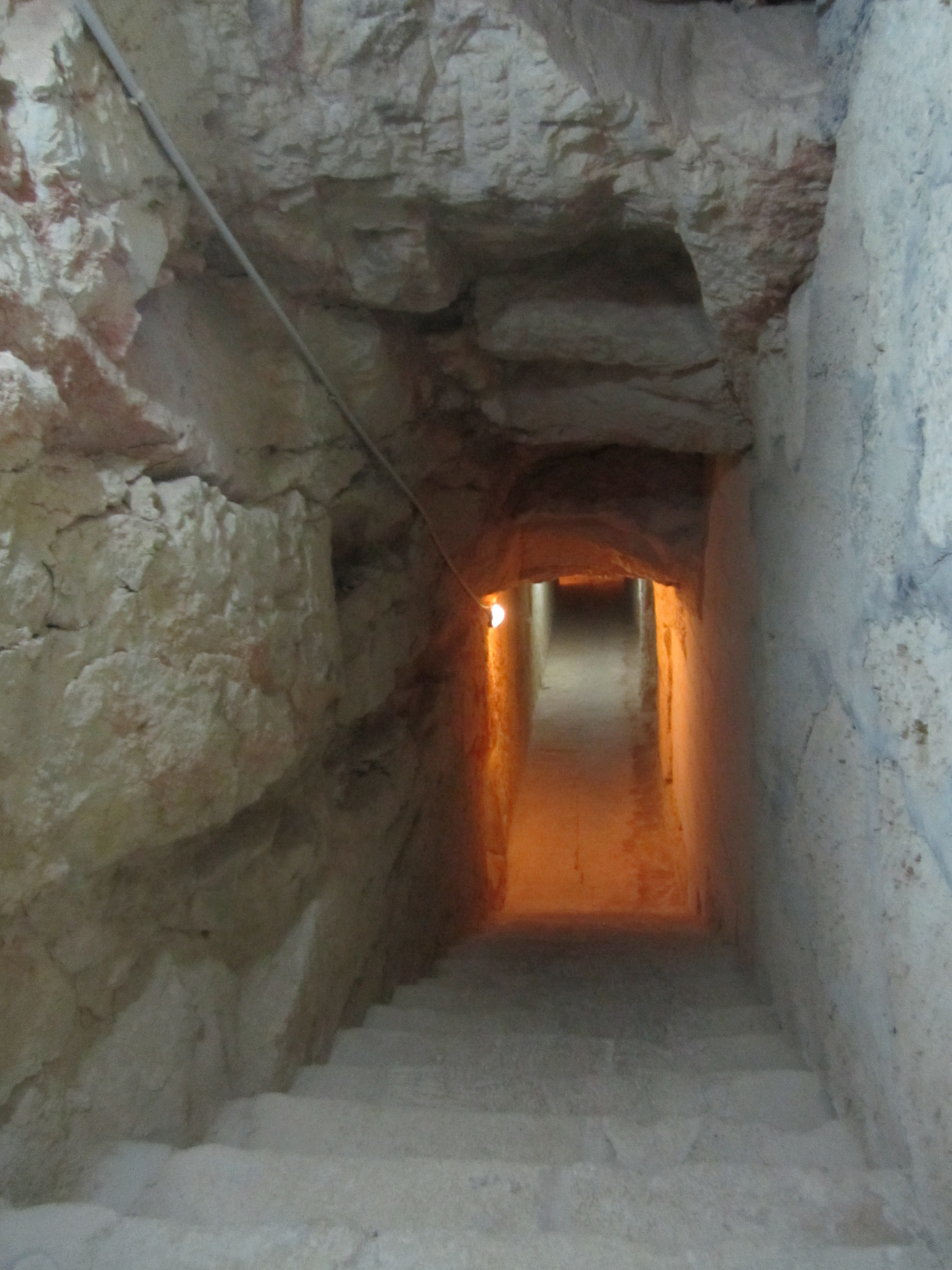
Túnel de acceso a la galería de la contraescarpa.

Los dormitorios, 02, están unidos mediante un pasillo, estando equipadas con ventanas al foso equipadas con contraventanas blindadas y dotadas de aspilleras, mediante el pasillo 03 permite comunicarse con el patio del Fuerte. El Cuerpo de Guardia, el comedor y los dormitorios están dotados de conductos para evacuar el humo de los disparos al exterior.
Por el patio se accede al túnel que conecta las tres caponeras, 14, que se encuentran un nivel más bajo, y a los almacenes, 12 y 13. Desde estos almacenes se puede acceder a las torretas blindadas de carga, 16 y el túnel inclinado por donde se desplaza el atacador, 15, que introduce el cartucho de pólvora y el proyectil en el cañón.

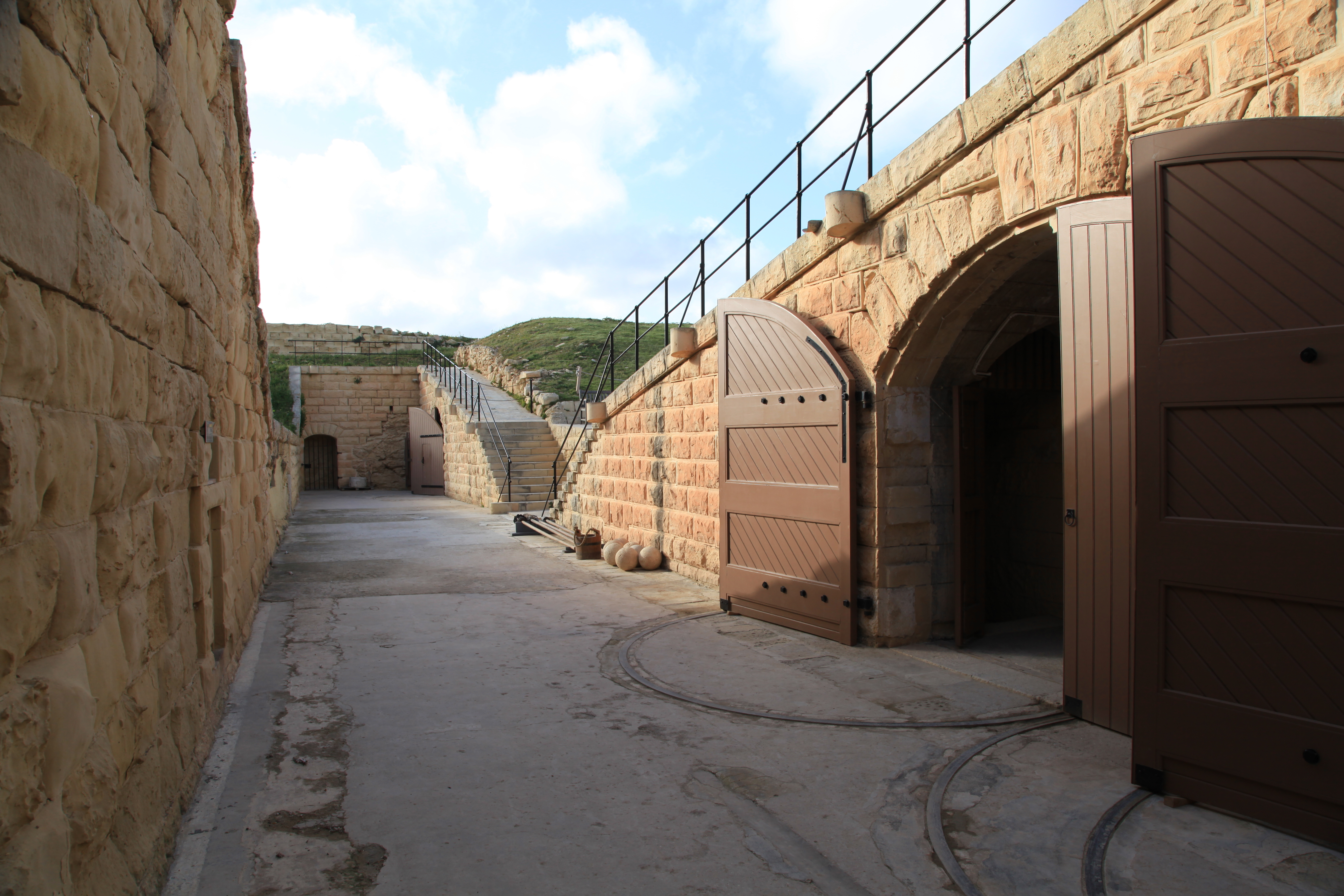
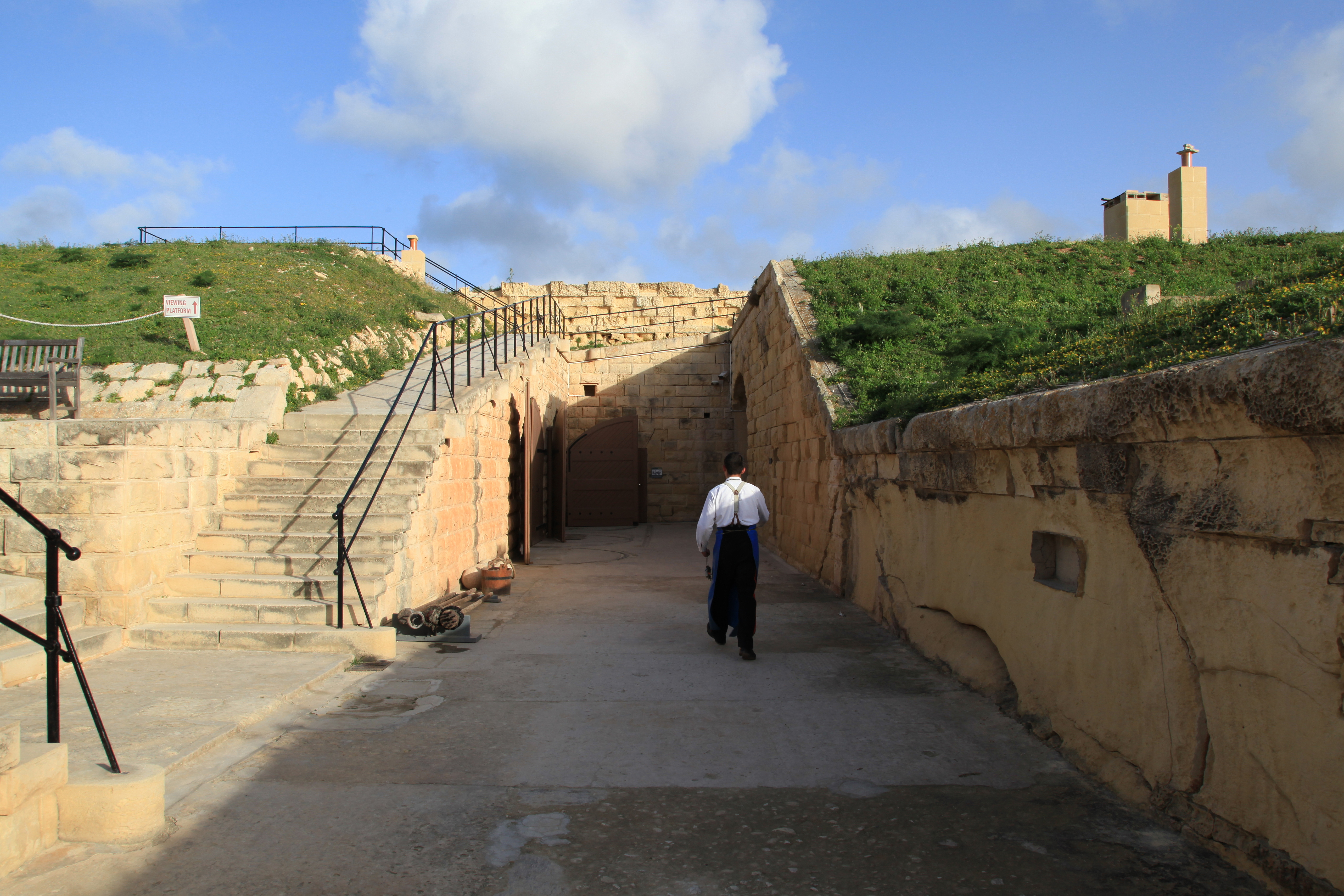

En una sala, 11, se encontraba la maquinaria movida por vapor que proveía de fuerza hidráulica necesaria para la maniobra del cañón junto a la carbonera, 10. Disponía, igualmente, de una bomba manual que permitía mantener la presión en caso de que la máquina de vapor fallase. En la zona de maquinaria estaba instalado el acumulador hidráulico que permitía obtener la presión necesaria, 19. La presión se repartía por el Fuerte mediante tuberías metálicas.

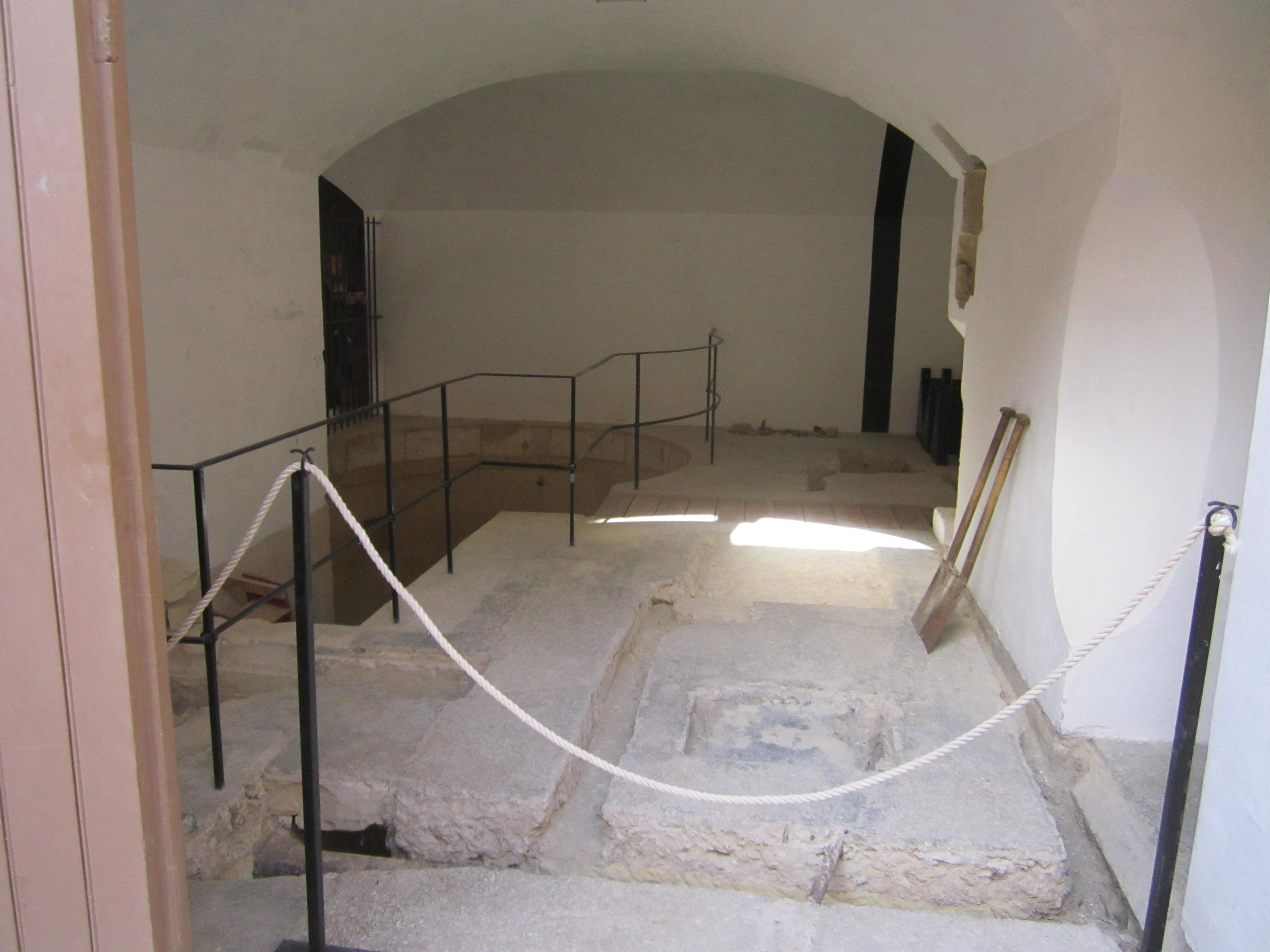
Lugar en donde se encontraba las bombas y el acumulador hidráulico.
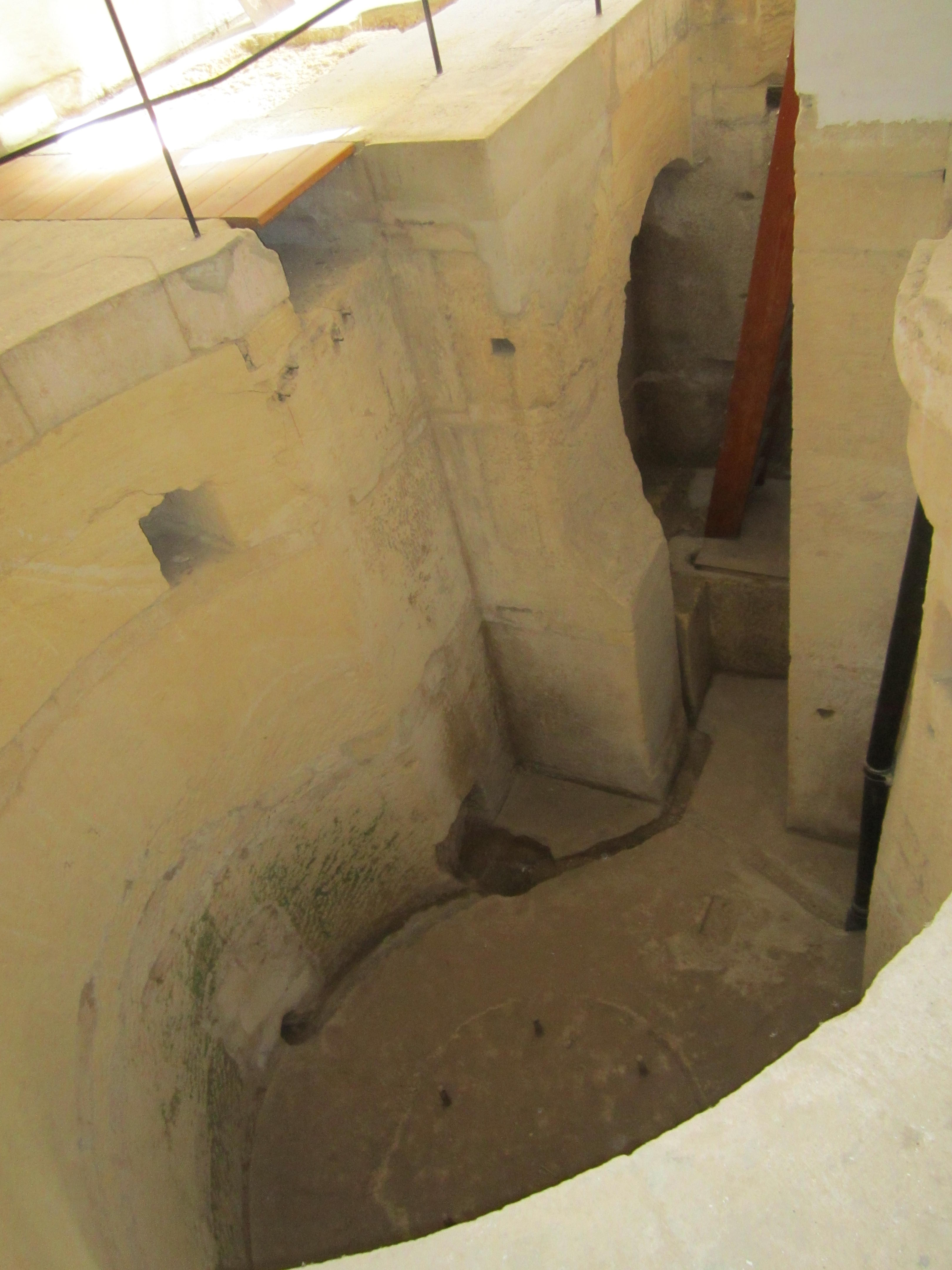
Hueco en el que se colocó el acumulador hidráulico.
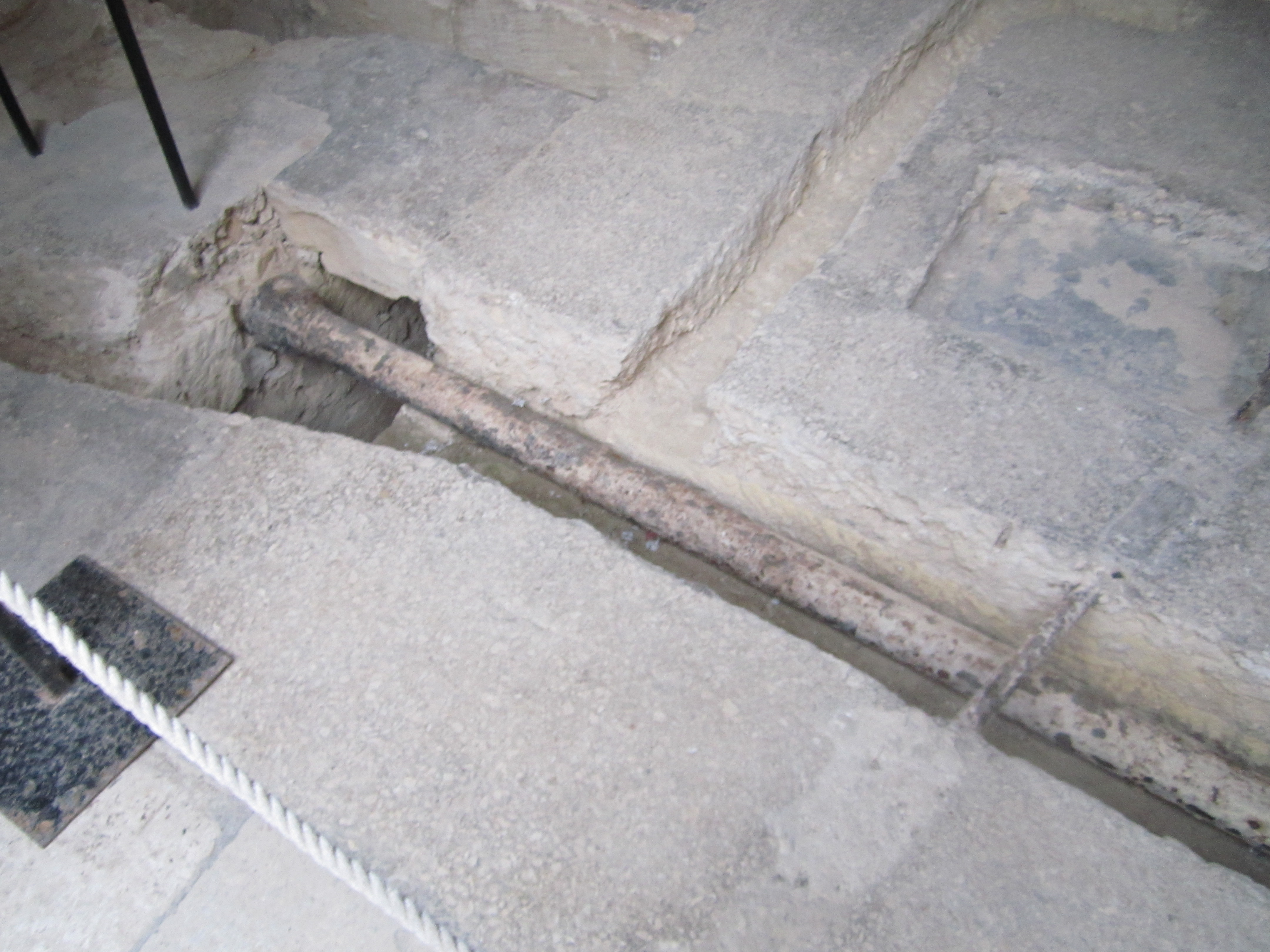
Detalle de una de las tuberías por las que se repartía la presión hidráulica.

A fecha de noviembre de 2017, se está a la espera de instalar una reproducción de la maquinaria que se construye en Inglaterra.
Por medio de una escalera, 18, se accede al segundo nivel inferior.

#### Segundo nivel inferior

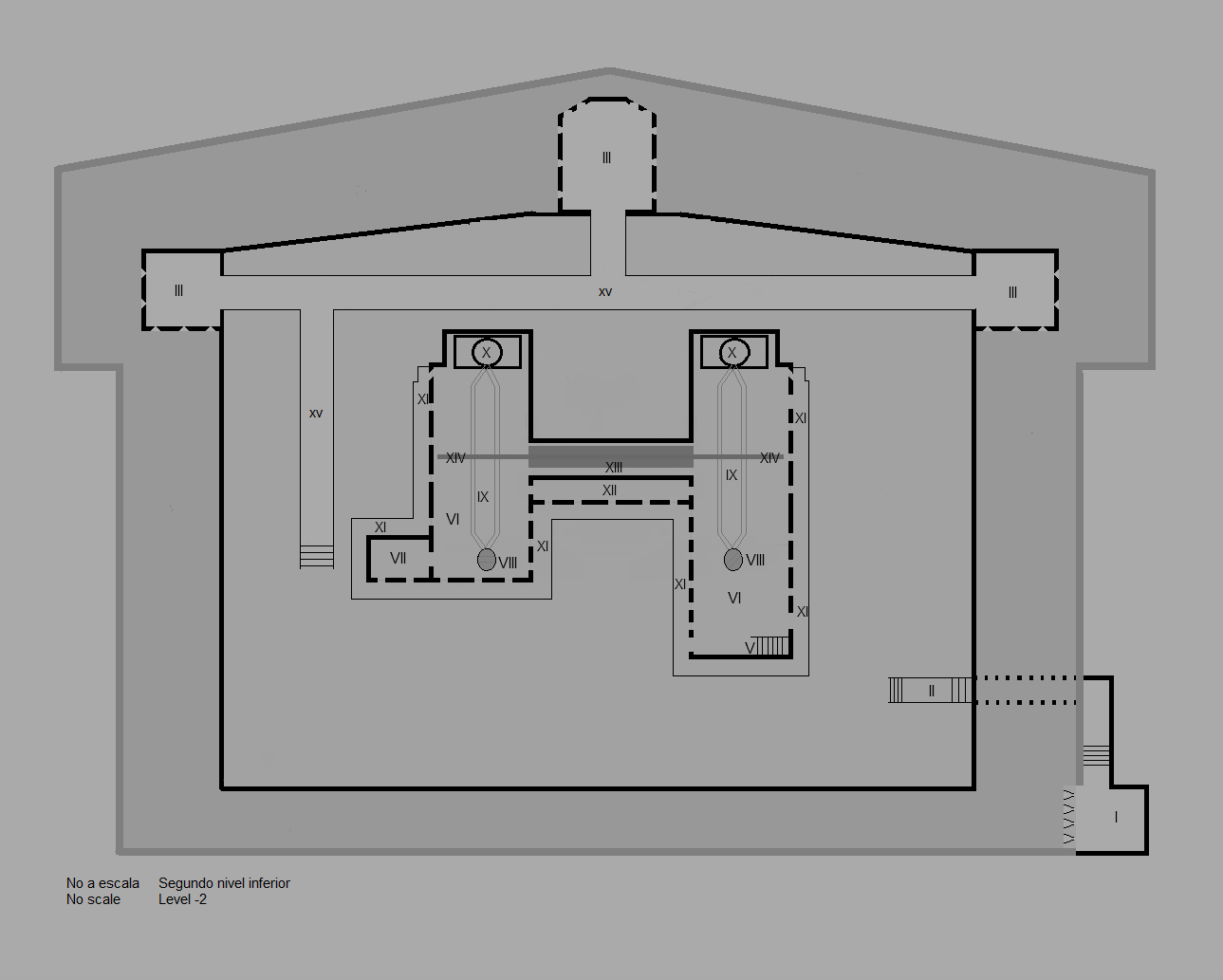
Segundo nivel inferior, zona de repuestos y cartuchos.

En éste nivel se hallan la galería de contraescarpa, I, que se accede por un túnel que transcurre por debajo del foso, las caponeras, III, accesibles por un túnel, XV, y los polvorines.
A la zona de polvorines se accede a través de una escalera, V, dando lugar a una de las dos zonas para el manejo de proyectiles, VI. Están equipadas con una vía IX, que permite desplazar los proyectiles y cartuchos mediante un carrito, desde unas plataformas giratorias, VIII hasta el ascensor, X, que lo eleva hacia la torreta blindada. Los cartuchos de pólvora se encuentran almacenados en un almacén, XII, independiente de la zona de proyectiles, XIII, que son movidos mediante un polipasto, XIV, que se desplaza por un raíl. Los proyectiles se almacenan en una bahía excavada, realizada tras las modificaciones propuestas para aumentar la capacidad de almacenamiento de 33 a 100 proyectiles.

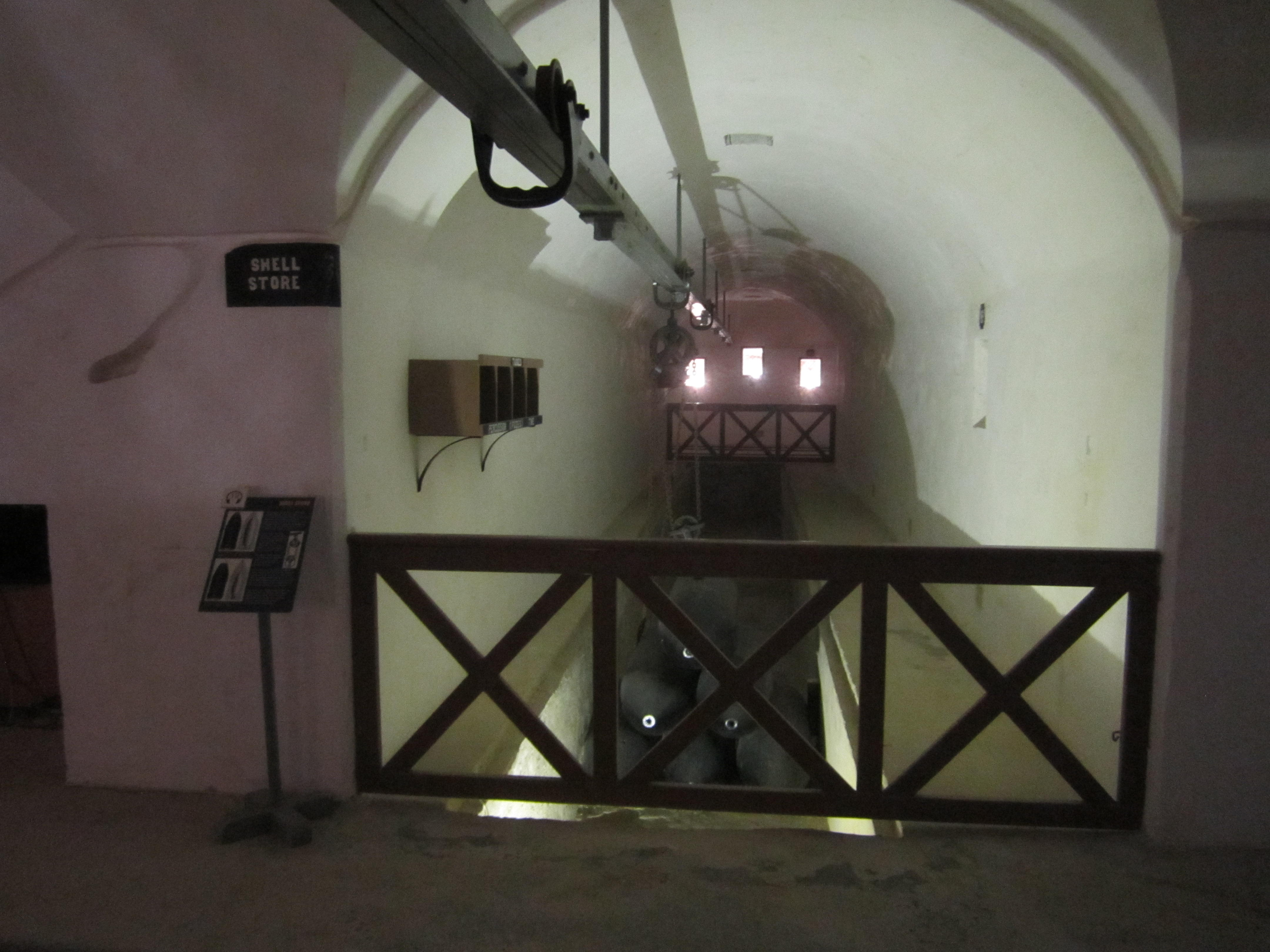
Vista General de la bahía de proyectiles, polipasto y raíl.
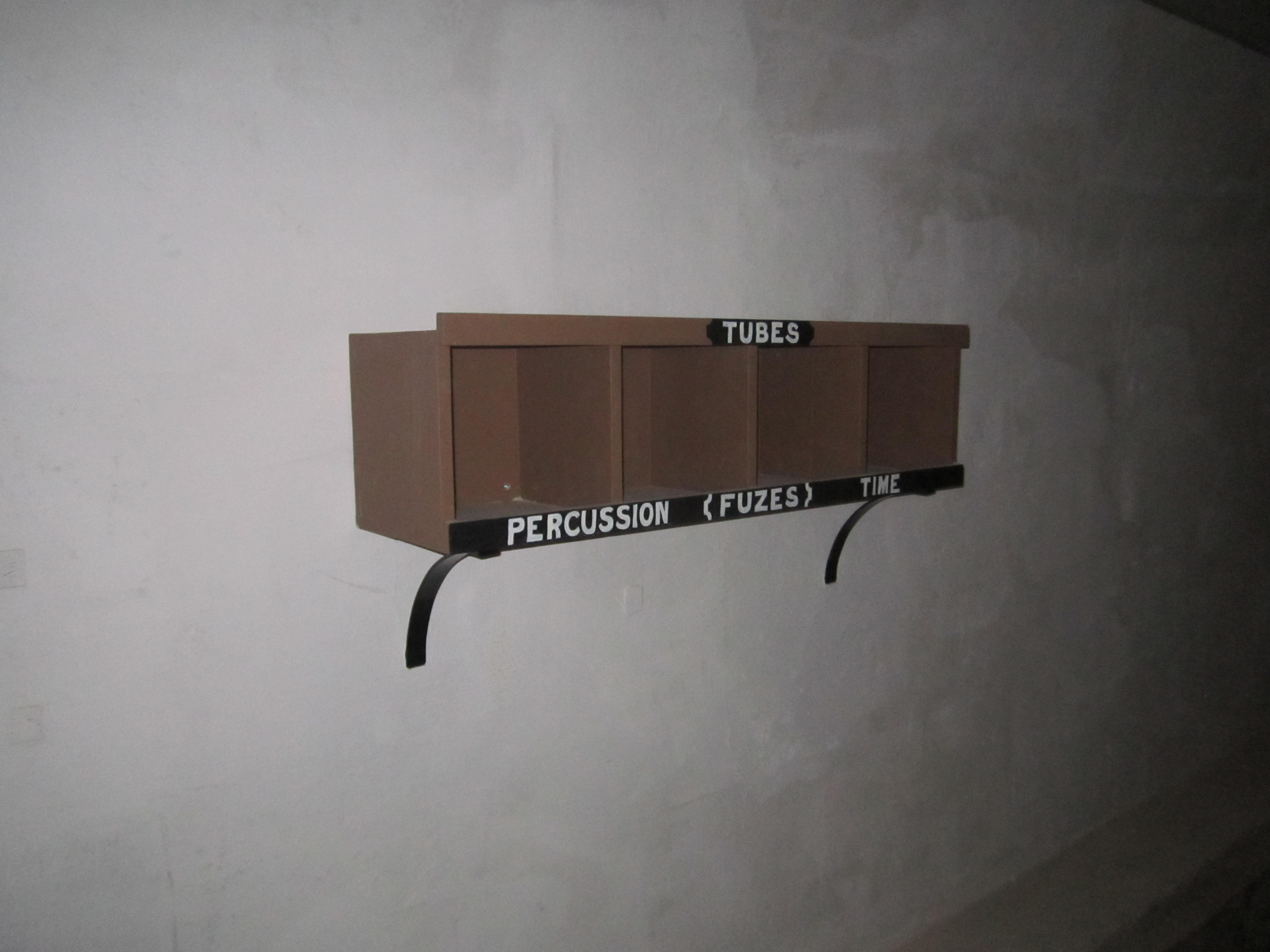
Cajas de espoletas en la bahía de proyectiles.
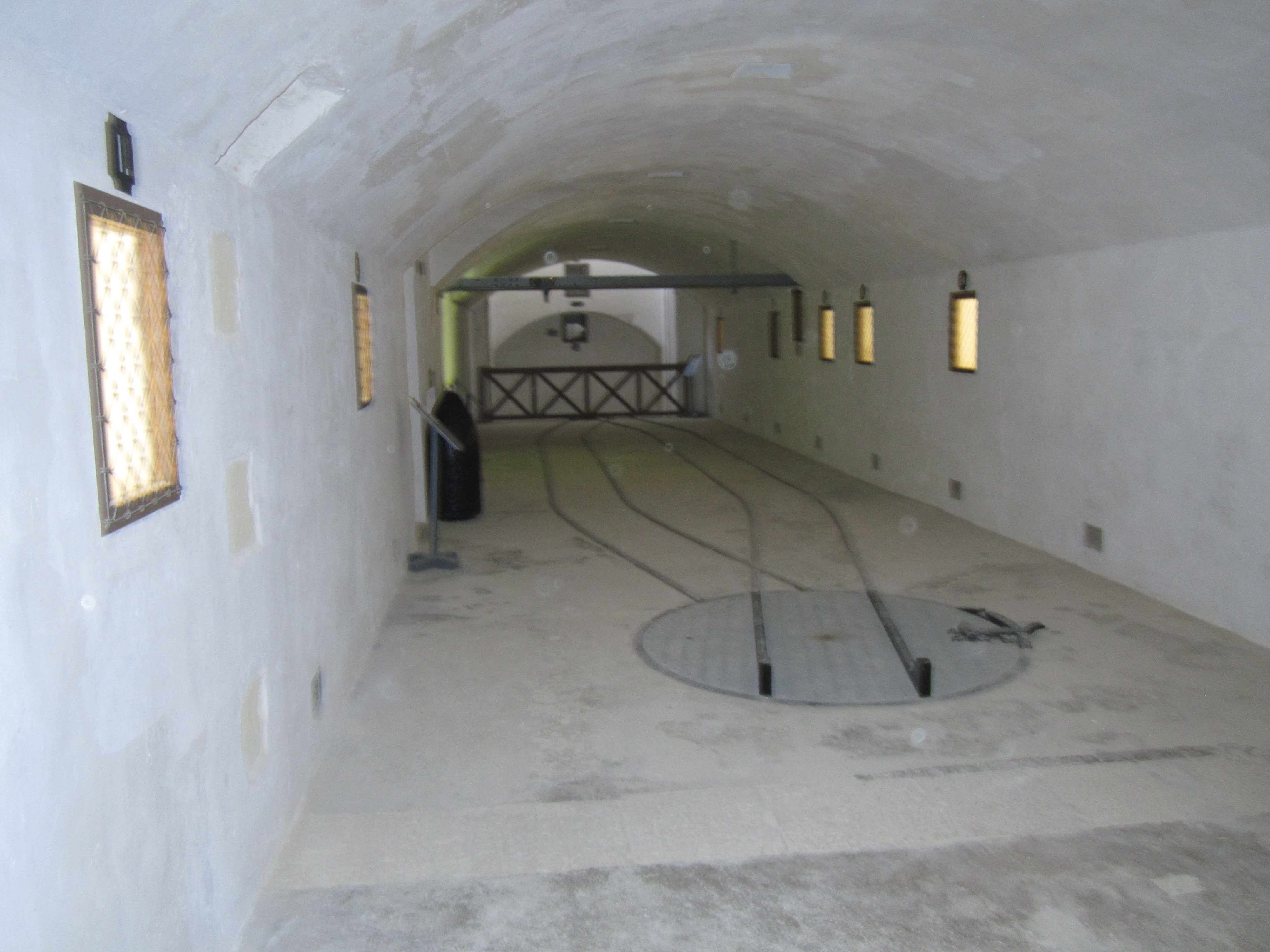
Una de las dos salas de manejo de los proyectiles, al fondo el pozo del ascensor.
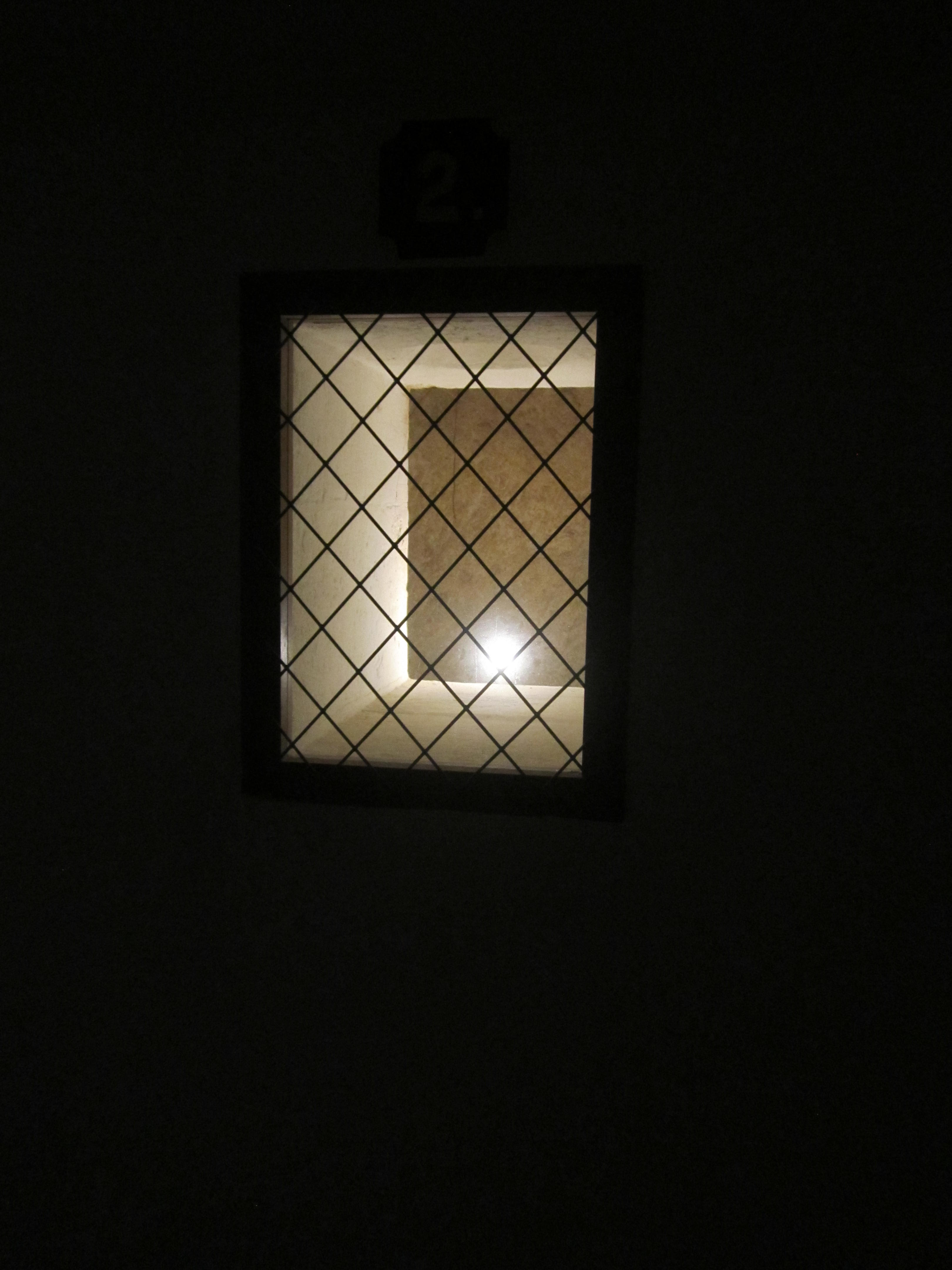
Lámpara de iluminación, zona de manejo de proyectiles.
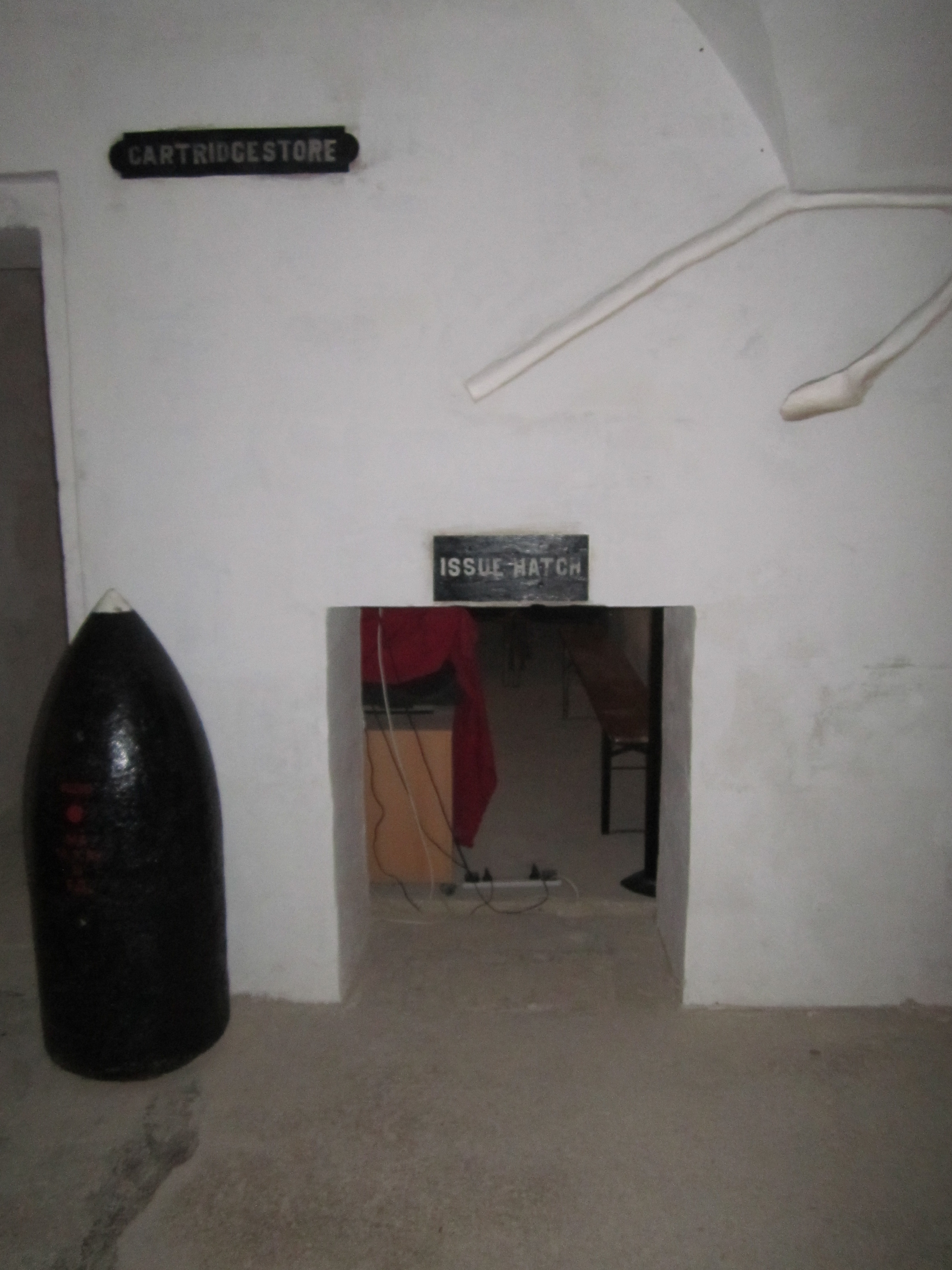
Hueco por el que se servían los cartuchos de pólvora.

Antes de acceder a los polvorines, la guarnición debía cambiar su uniforme por uno especial para evitar la electricidad estática y chispas provocadas por las piezas de metal del uniforme (botones, insignias, etc.) así como cambiar de calzado.
Una pequeña habitación permite almacenar repuestos y útiles en caso de necesidad, VII.
Todo este nivel está rodeado por un pasillo independiente, XI, para el mantenimiento de las lámparas que iluminaban las salas, permitiendo el desplazamiento de una persona encargada de ello. Las lámparas se colocaban en un hueco comunicando las dos estancias, la zona de polvorines estaba protegida por un cristal y una malla metálica para evitar dañar el cristal.
La dotación de cartuchos de pólvora negra era de 107 unidades, almacenadas en envases de cinc, con un peso de 450 libras, dividido en 4 partes para facilitar su manejo. Se almacenaban 100 proyectiles, su peso era de 2.000 libras.

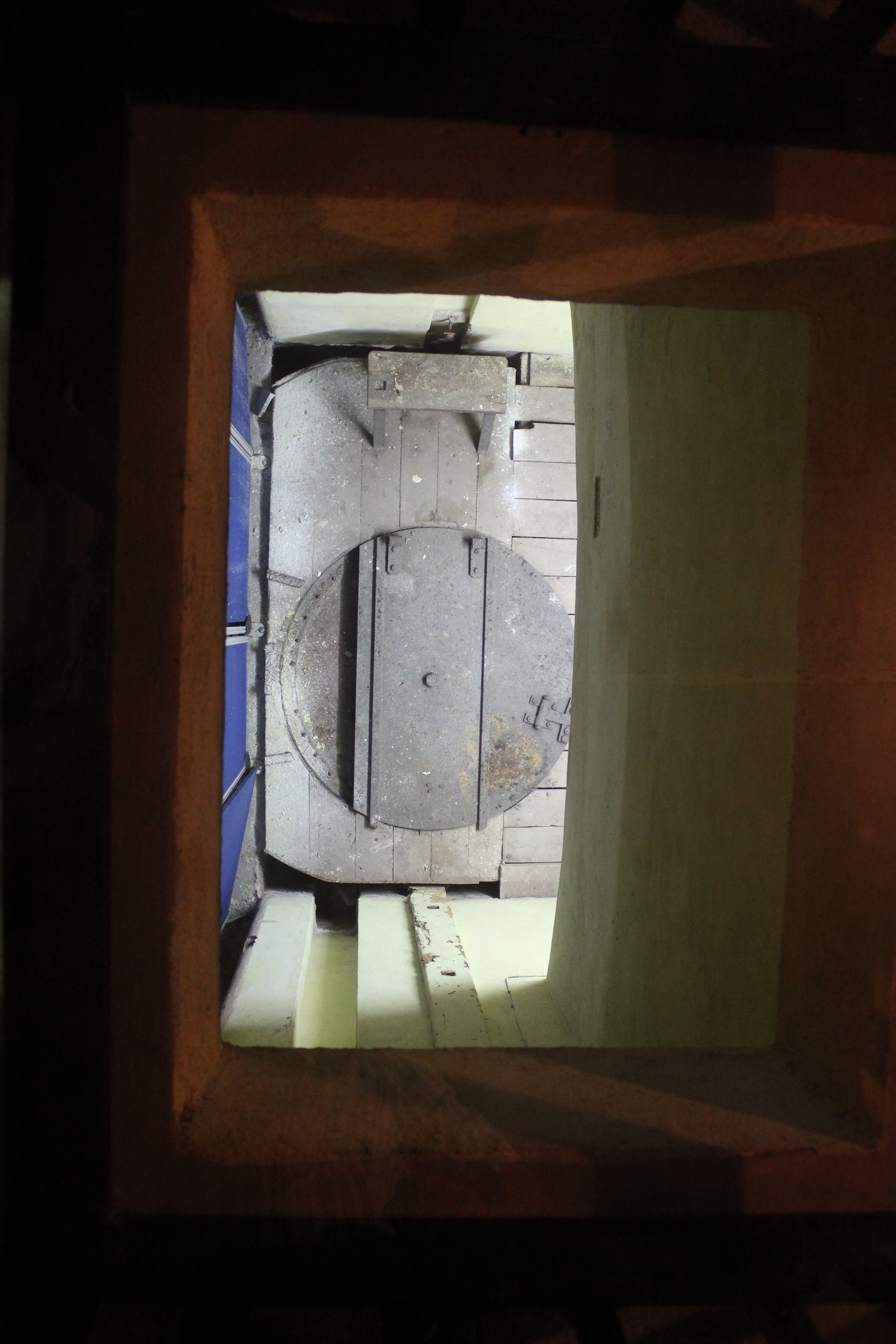
Ascensor de la batería Napier de Magdala con la plataforma elevadora.
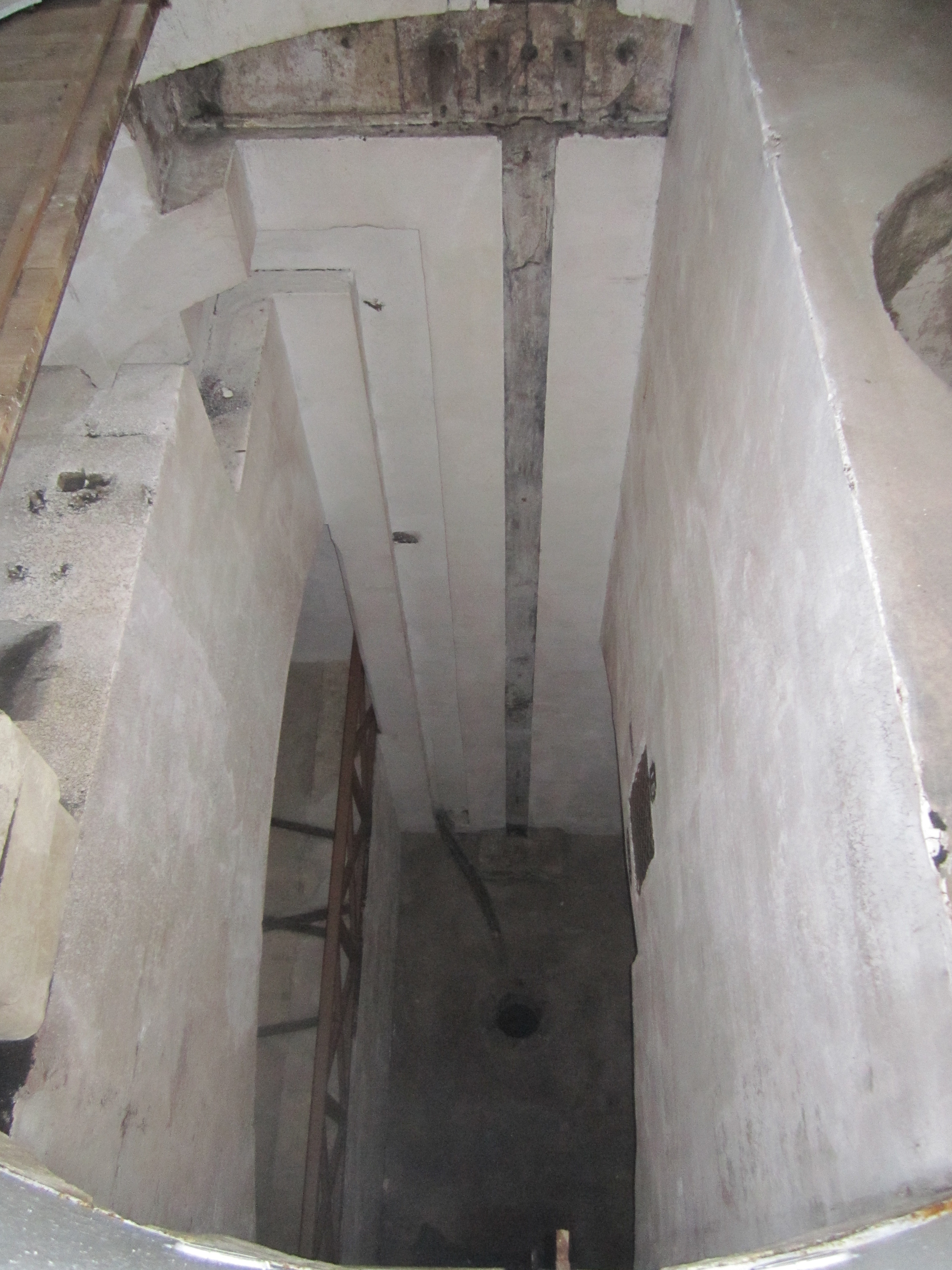
Hueco del ascensor de carga, falta la plataforma.

## Cañón
Denominado por la casa constructora como R.M.L. 17.72 inch. 100 tons., de avancarga con ánima estriada de 17'72 pulgadas 100 toneladas, fue construido por la empresa Armstrong en Gran Bretaña.
Pieza de avancarga y de pólvora negra, colocada a barbeta y montada sobre un marco de explanada, que absorbe el retroceso y permite su orientación. El cañón se cargaba y era movido mediante un sistema impulsado por fuerza hidráulica y disparo eléctrico o manual.
Tras cada disparo el cañón se giraba a una de las torretas blindadas, 16, para proceder a su recarga, dando una cadencia de tiro de 1 disparo cada 6 minutos, si la fuerza hidráulica debía de ser suministrada mediante el uso de bombas manuales, la cadencia bajaba a uno cada 15. Sobre las torretas había una difusor de agua con la que se humedecía el interior del cañón antes de la recarga.

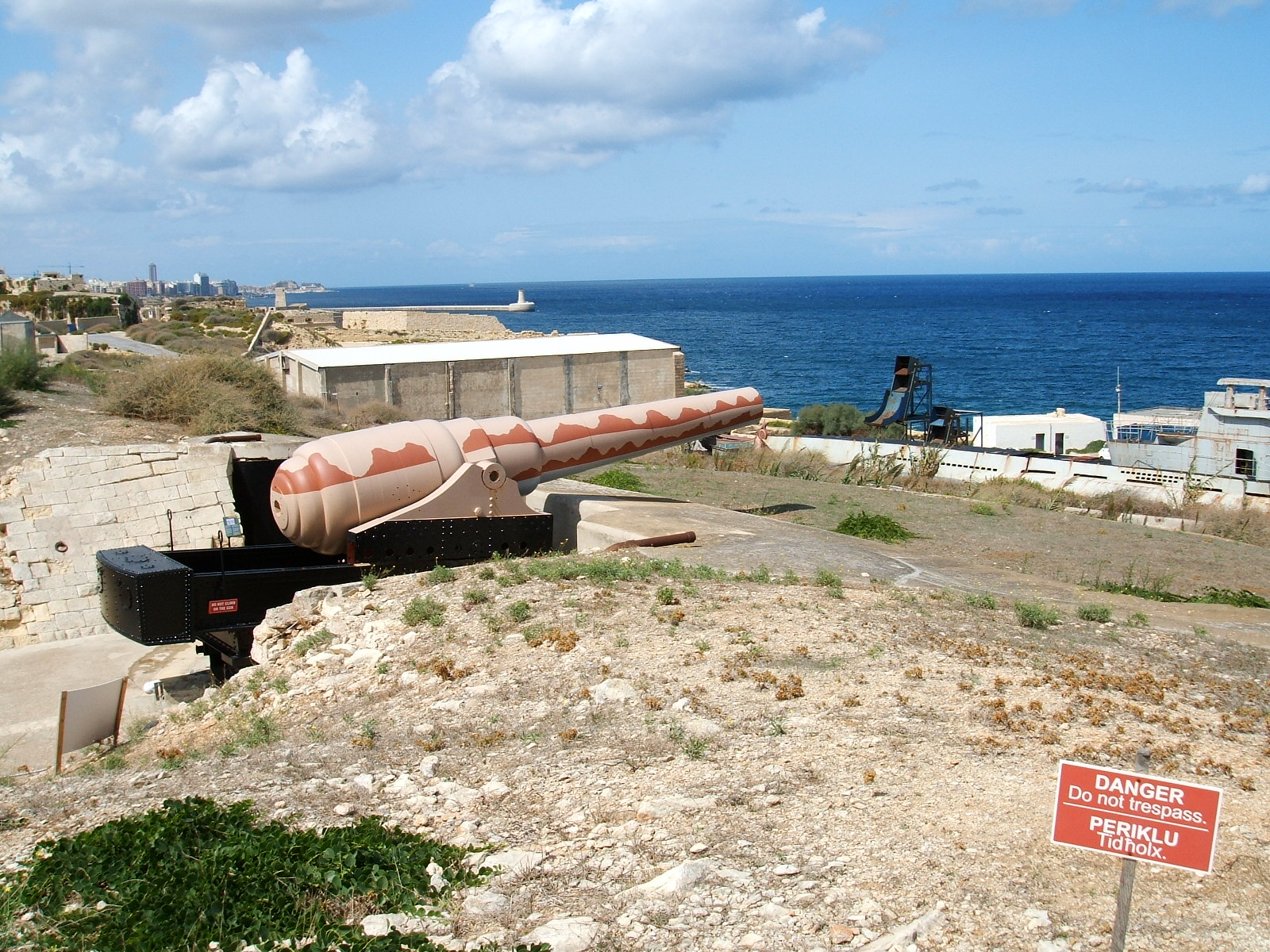
Pieza desde el lado izquierdo

## Dotación
Los 35 hombres que formaban la dotación en tiempos de paz pertenecían al Royal Garrison Artillery, unidad creada inicialmente para encargarse de la artillería en fortalezas y fuertes del Imperio británico.

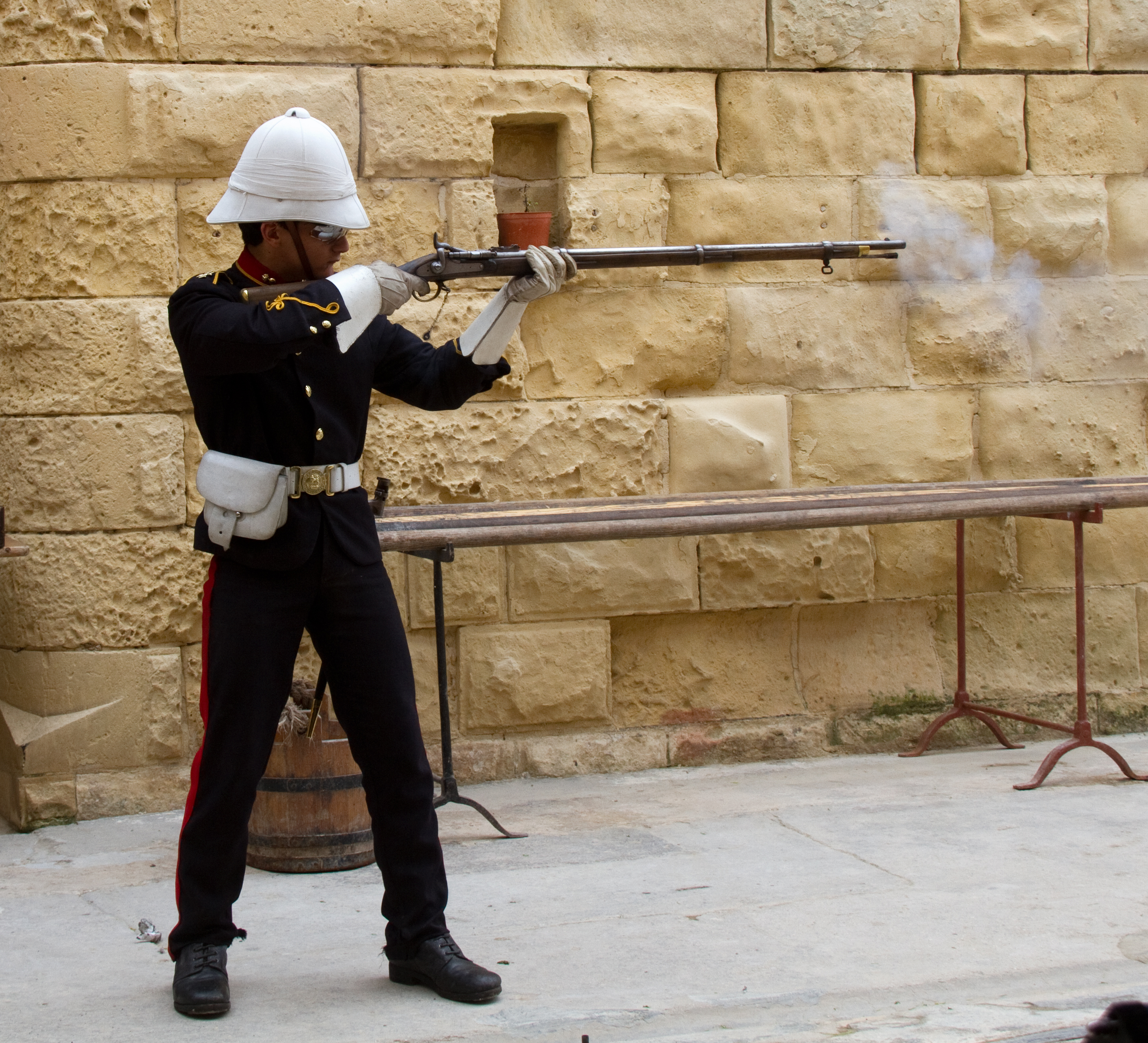
Artillero de la Royal Malta Artillery (1890) disparando un Snider-Enfield de 3 bandas

## Funcionamiento de la pieza
Mediante el uso de carbón se generaba vapor en una caldera que movía una bomba hidráulica, la cual introducía a presión agua en un acumulador hidráulico, 19. El acumulador, de forma cilíndrica, tenía en la parte superior una losa de 85 t que subía o bajaba según el nivel del agua. La presión de trabajo era de 950 lbs por pulgada2. El agua bajo presión se distribuía para manejar el cañón mediante tuberías metálicas que conectaban con otras bombas hidráulicas que se usaban para cargar el cañón, orientarlo, etc.
Otro pequeño acumulador se encontraba en las cercanías de las torretas blindadas para suministrar agua para pulverizarla en el interior del cañón mediante unos difusores colocados encima de las torretas blindadas, apagando las brasas que quedasen en el interior tras el disparo.
El agua para el funcionamiento del sistema era acumulada en una cisterna, la cual se ubicó encima del bloque de los barracones, el depósito principal se colocó en la parte frontal del fuerte. El agua se transfería desde el depósito a la cisterna por medio de una bomba manual instalada en el túnel de las caponeras.

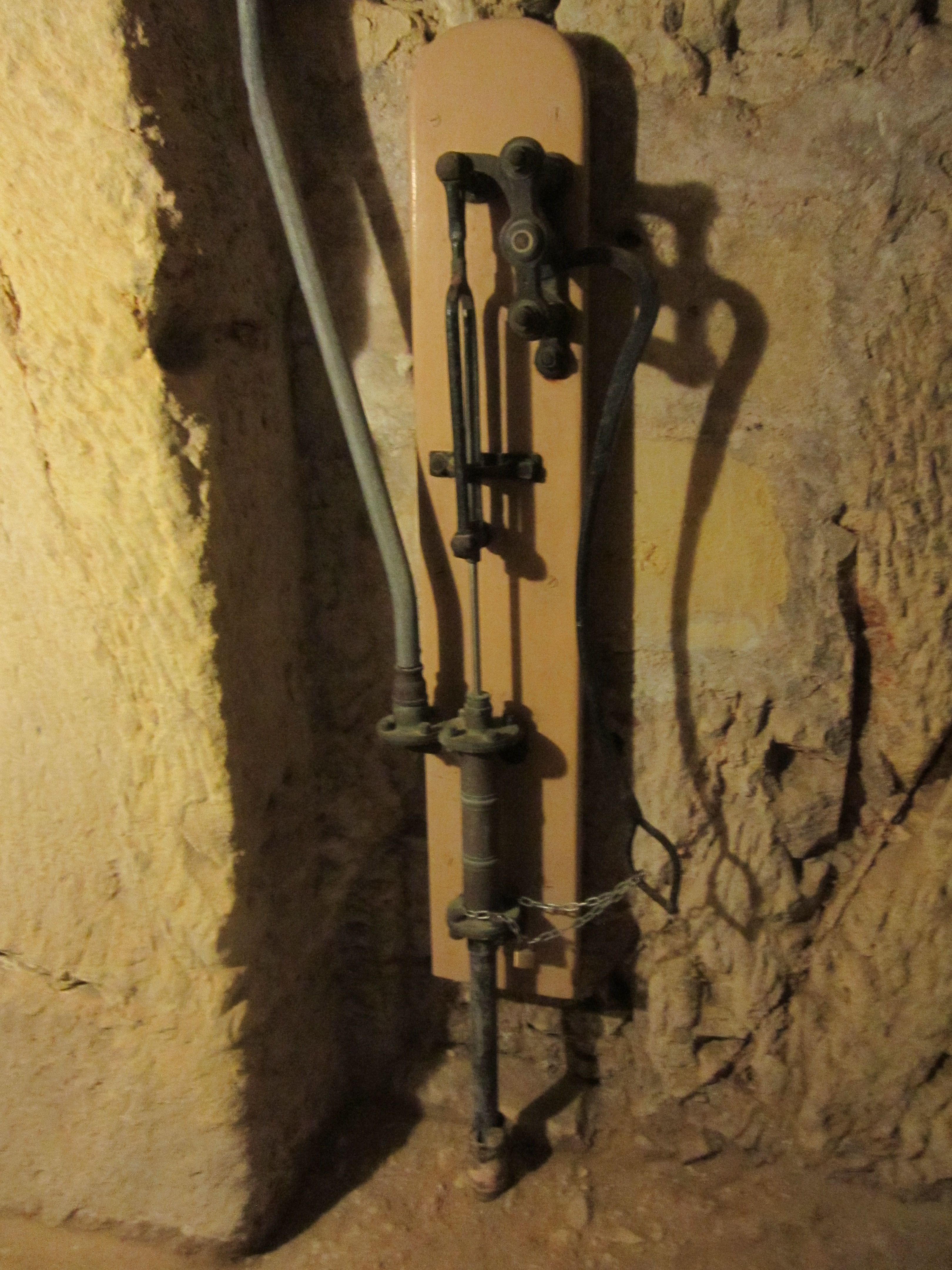
Bomba manual en el túnel de las caponeras.

En caso de fallo, se podía seguir mantenimiento la presión mediante el uso de cuatro bombas manuales en la sala 11, eran manejadas por la guarnición de refuerzo que se instalaría en el Fuerte en caso de ataque.

## Visita al Fuerte
Durante la visita se pueden ver varias muestras de esgrima de fusil, comunicaciones por banderas y heliógrafo, manejo de diversos fusiles británicos; siendo posible disparar uno de ellos, caballería, artillería, etc. mostrados por personal vistiendo el uniforme de las tropas británicas de finales del siglo XIX, en ocasiones se hacen recreaciones históricas de otras épocas.
En los antiguos dormitorios de la guarnición está ubicada la exposición Soldados de la Reina, mostrando efectos personales, indumentaria, utensilios, etc. de la misma época y en el pasillo se encuentra un pequeño bar, se pueden comer las raciones militares de la época, y tienda de recuerdos.
Mediante audioguías, en español, se puede recorrer el Fuerte con información sobre las distintas dependencias. La audioguía está disponible, mediante una aplicación para telefonía móvil, la cual se indica en la página oficial del Fuerte.